# ولایت بلخ
ولایت بلخ (باختری: بخلو، (Baxlo)؛ آوانویسی اوستایی: باخذی (𐬠𐬁𐬑𐬜𐬌-bāxδi)؛ پارسی باستان: باختریش (𐎲𐎠𐎧𐎫𐎼𐎡𐏁- Bāxtriš)؛ پارسی میانه: بخل (Baxl)؛ یونانی باستان: باکتریانه Βακτριανή؛ لاتین: باکتریانا Bactriana یا به‌طور ساده‌تر باکتریا Bactria) یکی از ۳۴ ولایت افغانستان به مرکزیت مزار شریف است. بلخ هفدهمین ولایت پهناور و چهارمین ولایت پرجمعیت افغانستان است. پهناوری آن ۱۶٬۱۸۶ کیلومتر مربع و جمعیت آن ۱٬۵۲۴٬۶۷۷ نفر است. از غرب با جوزجان، از جنوب با ولایات سرپل و سمنگان، از غرب با ولایت قندوز و از شمال با منطقه سرخان دریا ازبکستان همسایه است. بلندترین نقطه آن کوه البرز و متوسط ارتفاع آن ۳۶۵ متر است. بلخ در دلتای رود بلخاب قرارگرفته و جلگه بسیار حاصلخیز دارد. میدان هوایی مزار شریف و کمپ مارمال در جنوب شرقی این ولایت قرار دارد.
شهر مزار شریف ایستگاه مهم مسیرهای تجاری شرق دور به خاورمیانه، مدیترانه و اروپا بوده است. مسجد کبود (آبی) در این ولایت موقعیت دارد. این مسجد توسط چنگیزخان تخریب شد اما بعداً تیمور دوباره آن را ساخت. موقعیت مهم بلخ و نواحی اطراف آن در طول تاریخ بخشی از ایران زمین و خراسان بوده است. بسیاری از شخصیت‌های مهم ایرانی در شاهنامه مانند گشتاسب از بلخ خاستند.
در اوستا، بخدی یا همان بلخ، از سرزمین‌های اصلی ایران‌ویج به‌شمار می‌رود. اگرچه این سرزمین در طول تاریخ بارها میان کوشانیان، ساسانیان و هپتالیان دست به دست شده است
امروز این ولایت به عنوان دروازه دوم اما اصلی افغانستان بعد از شیرخان بندر ولایت کندز به آسیای میانه می‌باشد.

## نام
واژه بلخ در نام این ولایت، از شهر باستانی بلخ که در نزدیک شهر مدرن می‌باشد گرفته شده است.

## پیشینه

### دوران پیشاتاریخ

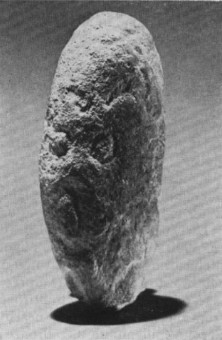
نگارهٔ ۲: سردیسی از انسان از آق‌کُپرُک، در ولایت بلخ، شمال افغانستان، پیرامون ۲۰٫۰۰۰ پیش از میلاد - نخستین ترسیم چهرهٔ انسان که تا اکنون در افغانستان کشف شده است.

بیشتر از ۲۰٫۰۰۰ ابزار سنگی بدست‌آمده از آق‌کُپرُک (در ولایت بلخ) آنچنان ماهرانه ساخته شده‌اند که باستان‌شناسان اغلب از سازندگان این ابزار در آق‌کُپرُک به عنوان «میکل‌آنجلوهای دورهٔ پارینه‌سنگی فوقانی» یاد می‌کنند. آثار بدست‌آمده از آق‌کُپرُک متعلق به یک دورهٔ فرهنگی است که ۵۰۰۰ سال، از حدود ۲۰٫۰۰۰ تا ۱۵٫۰۰۰ سال پیش طول کشید. در دوره‌ای که هنرمندی ناشناس چهرهٔ یک مرد (یا یک زن؟) بر روی سنگ آهک کوچکی تراشیده - و یکی از نخستین ترسیم‌های چهرهٔ انسان ساخت دست است که به ما رسیده است.
اگرچه ترسیم‌هایی دیگر از استخوان و سفال در چکسلواکیا و فرانسه در دوره‌ای مشابه ساخته شده‌اند، اما بقایای حجاری‌های آق‌کُپرُک هنوز یکی از قدیمی‌ترین ترسیم‌های شناخته‌شده از چهرهٔ انسان است که تا به کنون کشف شده است. اما چرا این کنده‌کاری صورت گرفته؟ شاید پاسخ این پرسش را هرگز نیابیم.

### دوران باستان

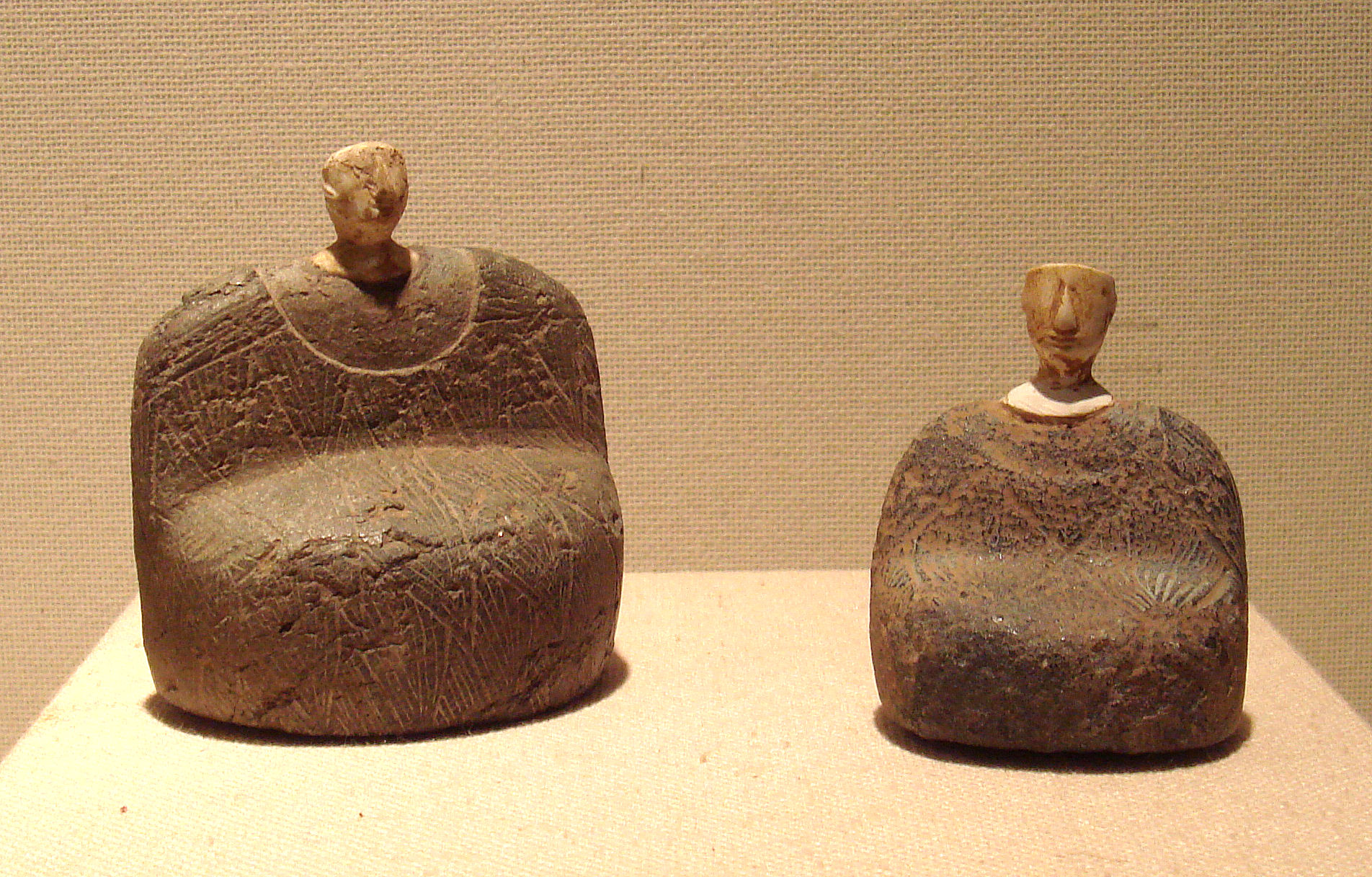
الهه‌های بلخ (باختر), افغانستان، ۲۰۰۰–۱۸۰۰ پیش از میلاد.

شهرنشینی باستانی مرگوش و بلخ همچنین شناخته شده به عنوان تمدن آمودریا برجسته‌ترین تمدن باستانی فرهنگ عصر برنز در آسیای میانه است، که قدمت آن تقریباً حدود ۲۲۰۰–۱۷۰۰ پیش از میلاد است. گستره این تمدن بزرگ شامل نمازگاه تپه در ترکمنستان امروزی، باخلو در شمال افغانستان، جنوب ازبکستان و تاجیکستان غربی، در منطقه ای بلخ باستان (باکتریا) می‌باشد. این مکان‌ها توسط ویکتور سیریانیدی (۱۹۷۶) باستان‌شناس شوروی کشف و نامگذاری شد. باکتریا نام یونانی ناحیه باخلو (بلخ امروزی) در شمال افغانستان کنونی بود و مرگوش نام یونانی ساتراپی فارسی مارگو به مرکزیت مرو در ترکمنستان امروزی بود.
مورخ قدیم یونان ستیاس در ۴۰۰ پیش از میلاد (به دنبال دیودور سیسیلی) ادعا کرد که نینوس پادشاه افسانه ای آشور، اوکسیارت پادشاه باختر را در سال ۲۱۴۰ پیش از میلاد (۱۰۰۰ سال قبل از جنگ تروا) شکست داده است. از زمان کشف رمزگشایی خط میخی در قرن نوزدهم، کشف سوابق واقعی دولت‌های یونانی بلخ و آشور امکان‌پذیر شد. با این حال، مورخان ارزش کمی برای این دولت یونانی قائل هستند.
به گفته برخی از نویسندگان، باختر میهن قبایل نیاهندواروپایی بود که حدود ۲۵۰۰–۲۰۰۰ قبل از میلاد به جنوب غربی سوی ایران امروز و شمال غربی سوی هند و پاکستان امروزی نقل مکان کردند. که بعداً به ساتراپی‌های شمالی امپراتوری هخامنشی تبدیل شد. پیامبر زرتشت در این مناطق، جایی که خاک حاصلخیز بلخ توسط صحرای توران احاطه شده بود، متولد شد و اولین پیروان خود را بدست آورد. زبان که آنها صحبت می‌کردند اوستایی بود، زبان قدیمی‌ترین بخشهای اوستای زرتشتی و یکی از زبانهای قدیمی هند و اروپایی.

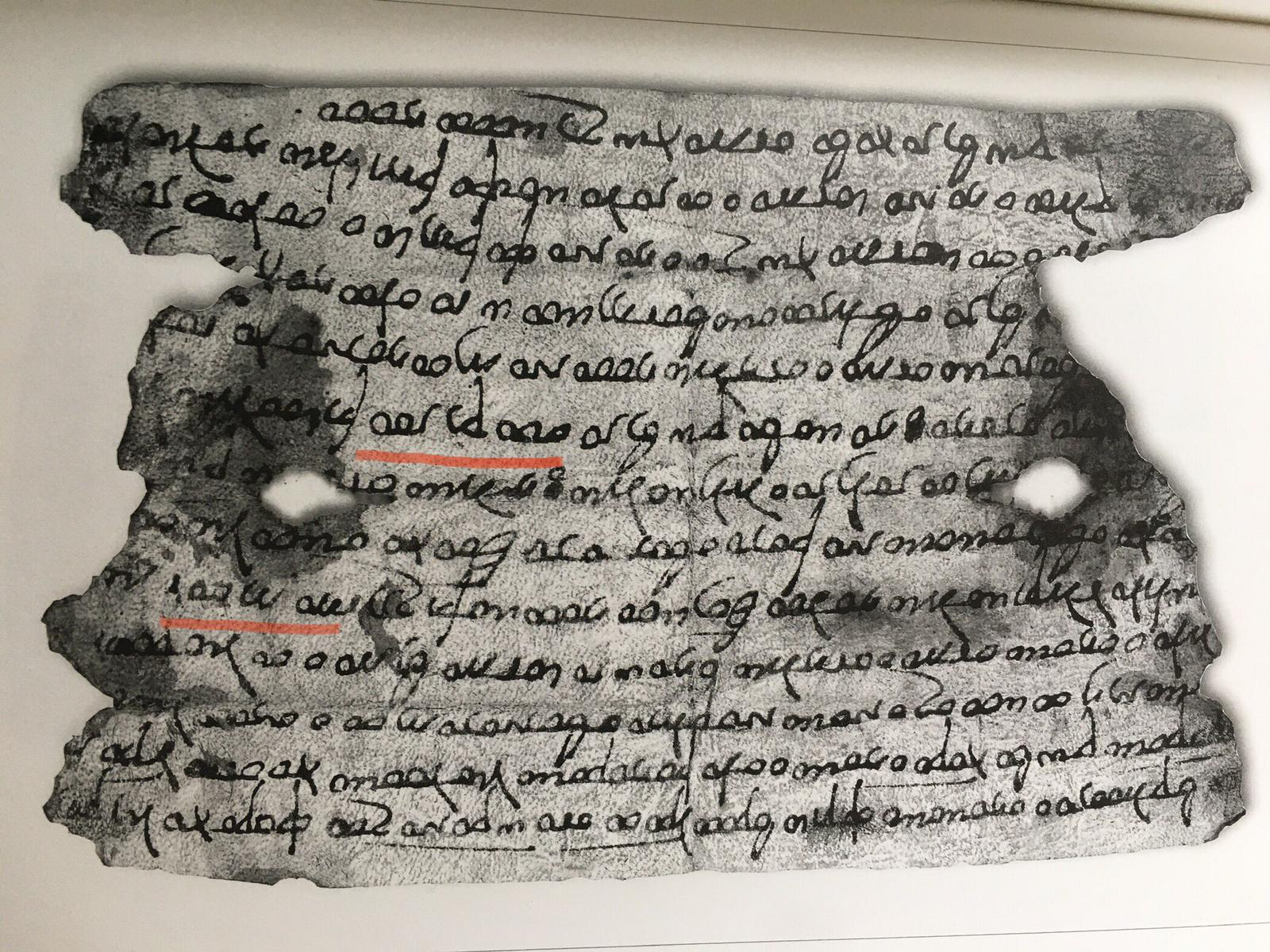
کتیبه باختری مکشوفه از بلخ توسط پروفیسور سیمز ویلیام. ترجمه: [به اورموزد بنوکان، یبغوی هفتالی]، سلام و احترامات از قاضی تخارستان و غرچستان. اما بعد [علاوه بر این]، "نامه (سلام شما بدستم رسیده است، بنابراین من شنیده‌ام که [درباره] سلامتی من پرسیدید، من خوب هستم، (و بعداً ؟) شنیدم که آنجا یک پیغام به شما فرستاده شد بدین مضمون: ""۱۸۴ … مراقب کشاورزی باشید."" اما دستور (۱۹–۱۰) به شما داده‌شده است. پس: "شما باید غلات را تحویل دهید و [سپس] آن را از فروشگاه شهروندان می‌توانید بخرید." من دستور (ضرر …) نمی‌دهم… [بخش ۱۱۲۱ ... ۱۱۳۱ ... ۱۴ کتیبه ازبین رفته است]، … بنابراین من این سفارش را می‌دهم. و من … در مورد زمستان… (؟) [بخش ۱۷ ازبین رفته است]. من مأموران را در آنجا [به شما] فرستادم، پس از ۱۱۸ کشاورز مراقبت کنید. (۱۱۹–۲) [به] اورمزد بنوکان، درود … ". قرن چهارم میلادی

باختر مرکز و آغازگر زبان اوستایی و دین زرتشتی بود. بیشتر خاورشناسان محل فعالیت زرتشت را باختر (باخدی) می‌دانند.
پادشاهانی که بر اساس اسطوره‌های قدیم ایرانی بر سراسر ایران بزرگ از جمله بلخ فرمانروایی کردند عبارت بودند از پیشدادیان، کیانیان، خاندان اسپه که پسانها در شاهنامه فردوسی و روایات مؤرخان نیز از آنها یاد شده است. در زمان حکومت مادها سرزمین باختر جزو قلمرو ماد بود و خود را از متحدین تحت فرمان پادشاه ماد می‌دانست. پس از مادها که مبنای اتحاد آریایی‌های فلات ایران را گذارده بودند نوبت به هخامنشیان رسید و کوروش بزرگ در تصرفات شمال و شرق خود که حدود سه سال به درازا کشیده بود توانست سرحدات خوارزم تا حدود سند را که باختر هم قسمتی از آن بود متصرف شود.

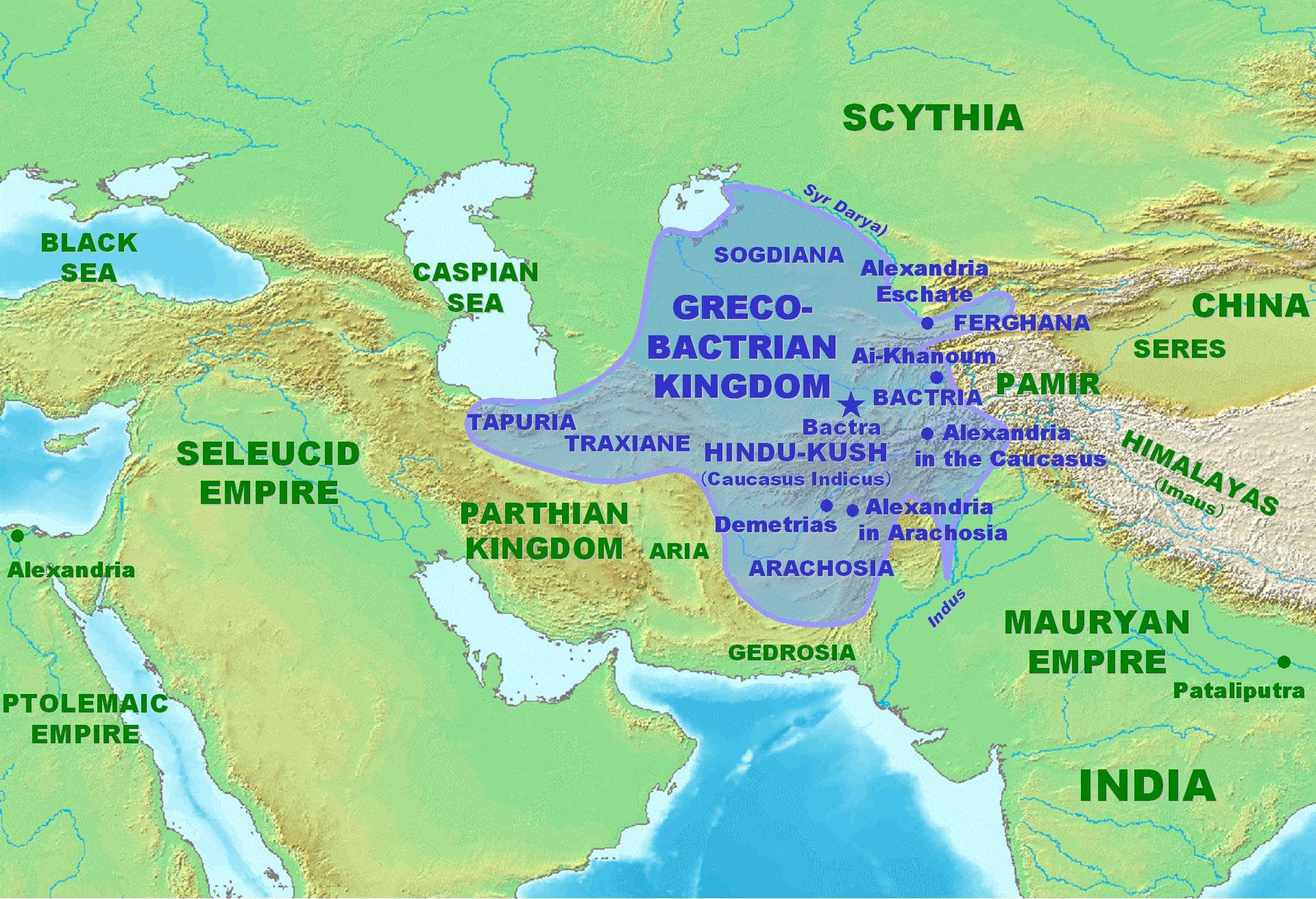
باختر در زمان سلطه یونانیان، در حدود سال ۱۸۰ پیش از میلاد، برای دیدن تصویر بزرگتر روی تصویر کلیک کنید.

زمانیکه اسکندر مقدونی سلسلهٔ هخامنشی‌ها را در پارس برانداخت، متوجه سرزمین باختر شده و در سال ۳۳۰ پیش از میلاد به این سرزمین لشکرگشایی را آغاز کرد. با وجود اینکه حکومت مرکزی در باختر ازبین رفته بود و مردم در حالت قبیله‌ای زندگی می‌کردند، ولی اسکندر به مقاومت شدید مردم هریوه و باختر برخورد.
باختر بعد از مرگ اسکندر مقدونی، جزء قلمرو سلوکیان درآمد. ادارهٔ آن بدست ساتراپهای یونانی اداره می‌شد.
زبان مردم باختر از تأثیرات نفوذی یونانیان نیز متأثر گردیده و از قرن سوم پیش از میلاد، رسم‌الخط یونانی با زبان پراکریت و رسم‌الخط خروشتی یکجا بکار می‌رفت و مورد استفاده قرار می‌گرفت. همچنان خط پارتی که انکشاف یافته خط آرامی است در عهد سلسلهٔ کوشانی‌ها و نفوذ ساسانی‌ها در بخش‌های از باختر مرسوم گردید.

### هخامنشیان و باختر (بلخ)
اولین بار کوروش با فتح باختر یا بلخ به شبه قاره هند نزدیک شد، و پس از او داریوش در۵۱۷ ق. م شمال غربی هند را تصرف نمود.
کوروش، مؤسس سلسله هخامنشی، در سال ۵۴۴ ق. م فتوحات شرق ایران را فتح کرد. او در این سال بلخ را تصرف نمود؛ لذا باختر، مهم‌ترین ساتراپ نشین شرقی امپراتوری هخامنشی شد. به دلیل کمبود منابع تاریخی نمی‌توان مرزهای شرقی فتوحات کوروش را به‌طور دقیق تعیین کرد. کوروش پسر خود بردیا (سمردیس) را به عنوان ساتراپ باختر تعیین کرد. کمبوجیه، جانشین کوروش، بیشتر به غرب و مصر توجه داشت.

### ساتراپ باختر
اولین بار کوروش، مؤسس سلسله هخامنشی، در سال ۵۴۴ ق. م توانست فتوحات شرق را ایران را شروع کند. او در این سال بلخ یا باختر را تصرف نمود؛ لذا باختر، مهم‌ترین ساتراپ نشین شرقی امپراتوری هخامنشی شد وبه همین دلیل، کوروش پسر خود بردیا (سمردیس) را به عنوان ساتراپ باختر تعیین کرد، در عین‌الحال کمبوجیه، جانشین کوروش، بیشتر به غرب و مصر توجه داشت.
به دلیل کمبود منابع تاریخی نمی‌توان مرزهای شرقی فتوحات کوروش را به‌طور دقیق تعیین کرد. احتمالاً، مرزهای یادشده تا قندهار و ناحیه پیشاور گسترش داشته است، هرچند برخی معتقدند عملیات نظامی داریوش با شورشیان آن نواحی نشان می‌دهد که سپاهیان ایران به‌طور کامل از کابل فراتر نرفتند. در هر صورت عملیات نظامی داریوش در آغاز سلطنت در اندک مدتی نه تنها به فتح قندهار منجر شد، بلکه دامنه فتوحات به سراسر نواحی غرب هند و جلگه سند تا مصب آن رسید. مهم‌ترین سند دوران حکومت هخامنشیان دربارهٔ باختر، کتیبه بیستون داریوش است. داریوش در این کتیبه از کشور باختر به عنوان یکی از ایالات تحت امر خود، نام می‌برد.
زمانی نظریه اینکه باختر جزو امپراتوری مادها بوده توسط ای. هرزفیلد پیشنهاد شد. در قرن ۶ پیش از میلاد باختر توسط کوروش به امپراتوری هخامنشی ضمیمه شد و همراه با مرگوش دوازدهمین ساتراپی هخامنشیان را تشکیل داد. پس از اینکه داریوش سوم توسط اسکندر بزرگ شکست خورد و در هرج و مرج بعدی کشته شد، قاتل وی بسوس، ساتراپ باختر، سعی کرد نقشه استقلال باختر را در ساتراپی خود سازمان دهد اما توسط دیگر جنگ سالاران اسیر شده و به اسکندر تحویل داده شد.
اسکندر بزرگ سغدیانه و پارس را فتح کرد. با این حال، در جنوب، قبل از اینکه به آمودریا برسد، با مقاومت شدیدی برخورد نمود. پس از دو سال جنگ باختر توسط مقدونی‌ها اشغال شد، اما اسکندر هرگز با موفقیت مردم را تحت سلطه خود درآورده نتوانست. پس از مرگ اسکندر، سرانجام امپراتوری مقدونیه بین ژنرال‌های اسکندر تقسیم شده، باختر جزو قلمرو سلوکوس اول، بنیانگذار امپراتوری سلوکی شد.

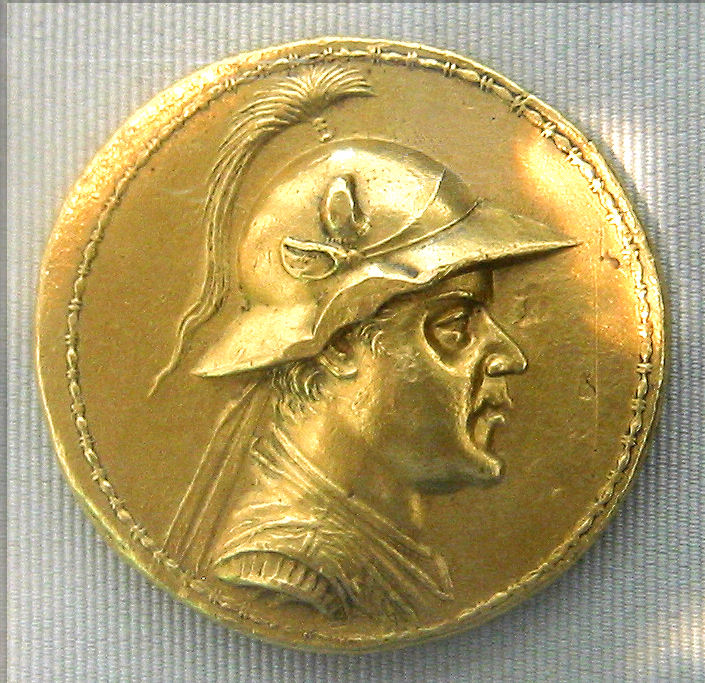
سکه‌های بدست آمده از اوکراتید اول، این سکه هم از نظر اطلاعاتی و ارزشی بسیار مهم است.

"ثروتمندترین امپراتوری معروف هزار شهر باختر"
سلوکوس بدنبال ادامهٔ سیاست‌های اسکندر با اپامه دختر اسپیتامن یکی از دشمنان اسکندر در سرزمین باختر ازدواج کرد. تا سلسله‌ای را بنیان نهد که آمیزه‌ای از نژاد ایرانی و مقدونی باشد. او جهت ایجاد وحدت در قلمرو خود، به احداث شهرهای یونانی‌نشین پرداخت. مشکلاتی که امپراتوری سلوکی با آن مواجه بود، جنگ با بطلیموس دوم مصر بود. این جنگ به دیودتس، والی باختر فرصت لازم برای اعلام استقلال (حدود ۲۵۵ پ. م) را داد. وی سغدیانه را تسخیر نموده پادشاهی یونانی بلخ را بنیانگذاری نمود. دیودتس و جانشینان وی توانستند خود را در برابر حملات سلوکی‌ها حفظ کنند به ویژه از حملات آنتیوخوس سوم بزرگ، که در نهایت وی را شکست دادند (حدود ۱۹۰ پیش از میلاد).
یونانیان بلخ چنان قدرتمند بودند که توانستند قلمرو خود را تا هند گسترش دهند:
اما راجع به باختر، بخشی از آن در کنار آریا و به سمت شمال قرار دارد، گرچه بخش‌های بیشتر آن در شمال و شرق آریا قرار دارد. و آنها همه چیز را تولید می‌کنند بجز روغن.
 یونانیانی که باعث شورش باختر شدند، تصمیم بر این داشتند تا حکومت مستقلی ایجاد کنند. آنها موفق شدند و دولت‌های یونانی بلخ وهند را تأسیس کردند، همان‌طور که آپولودور دمشقی می‌گوید:
بیشترین قبایل توسط آنها تحت سلطه درآمدند تا اسکندر. آنها نه تنها در باختر و فراتر از آن بلکه بر هندوستان نیز تسلط یافتند…
یونانی‌ها و باختری‌ها از زبان یونانی برای اهداف اداری شان استفاده می‌کردند و زبان محلی باختری نیز تحت تأثیر یونانی قرار گرفت، همان‌طور که از الفبای یونانی استفاده می‌کردند و واژه‌های آن را قرض می‌گرفتند. به نوبه خود، برخی از این کلمات نیز توسط به پشتوی مدرن، زبان افغانستان رسید.
ضعف دولت یونانی بلخ با سرنگونی ناگهانی و کامل آن، ابتدا توسط سکاها و سپس توسط سیتی‌ها که بعداً به کوشان‌ها معروف شد، مقدر گردید. طوریکه در زمان فرستاده امپراتوری هان (ژانگ چیان) باختر (حدود ۱۲۷ پیش از میلاد) را فتح شده بود، این فرستادن توسط امپراتور چین برای تحقیق در مورد سرزمین‌های غرب چین به آنجا فرستاده شده بود.

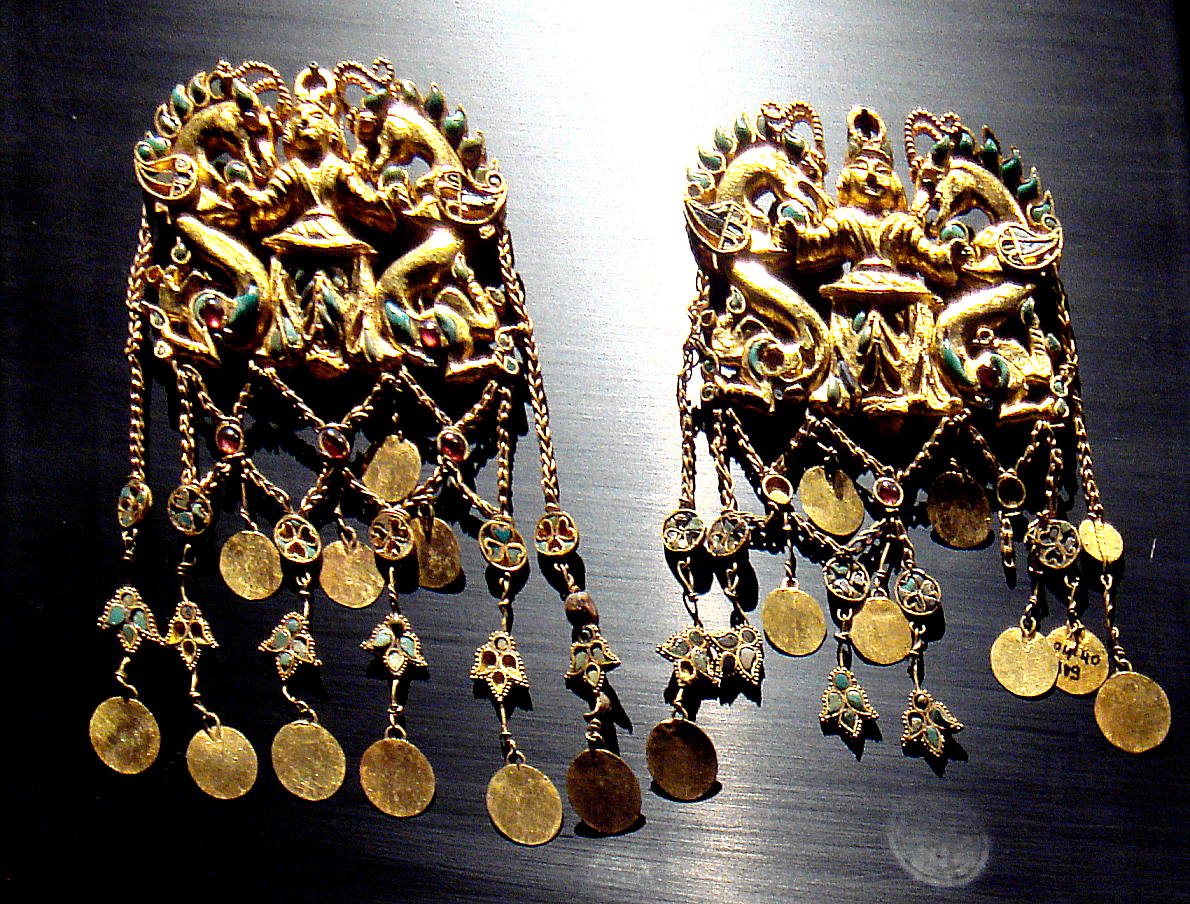
گجینه طلایی باختر کشف شده از طلاتپه که مربوط به قرن اول میلادی و شاهنشاهی کوشانی می‌باشد.

کوجولا کادفیسس، گیوشوانگ ژیو (یا شاهزاده) دایوئزی، در اوایل قرن ۱ میلادی این منطقه را متحد کرده پایه‌های قدرتمند، اما کوتاه مدت امپراتوری کوشان (قرن ۱ تا ۳ میلادی) را بنا نهاد. این امپراتوری کم‌کم توسط ساسانیان شکست خوردند. نام داکسیا که از قرن ۳ قبل از میلاد توسط چین بکاربرده شده است، اشاره به پادشاهی اسطوره ای در غرب چین دارد.

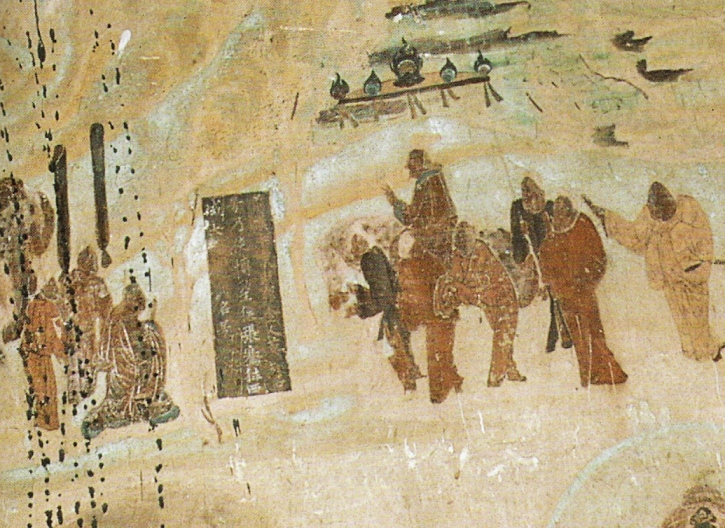
ژانگ چیان از طرف امپراتور هان ودی فرستاده می‌شود، تا مأموریت خود را در آسیای میانه به پایان برساند، از ۱۳۸ ال ۱۲۶ پیش از میلاد، غارهای ماگائو، ۶۱۸–۷۱۲.

گزارش‌ها ژانگ چیان توسط سیما چیان در قرن ۱ قبل از میلاد مکتوب شده است. آنها تمدن مهمی شهری را با یک میلیون نفر جمعیت توصیف می‌کنند که در شهرهای محصور تحت فرمانروایی دولت شهرهای کوچک خود زندگی می‌کنند. داکسیا کشوری مرفه و دارای بازارهای غنی با انواع باورنکردنی کالاهای تجاری که تا جنوب چین می‌آمدند، روبرو بود. در زمان بازدید ژانگ کیان از داکسیا، دیگر پادشاه بزرگی وجود نداشت و باختریان برای یوئزی‌ها عشایری که در شمال قلمرو آنها و آمو دریا مستقر بودند، آمادگی می‌گرفتند. به‌طور کلی ژانگ کیان افراد کاملاً پیچیده اما بداخلاقی را توصیف می‌کند که برای جنگ با باختر آماده بودند.
به دنبال این گزارش‌ها، وودی امپراتور چین از سطح مرفه تمدن‌های شهری فرغانه، باختر و پارت مطلع شده، علاقه‌مند به توسعه روابط تجاری با آنها شد:
پسر بهشت با شنیدن همه این موارد چنین استدلال کرد: فرغانه (دایوان) و دارایی‌های باختر (داکسیا) و پارت (آنکسی) کشورهای بزرگی هستند، پر از چیزهای نادر، با جمعیتی که در خانه‌های ثابت زندگی می‌کنند و تا حدودی به مشاغل روزانه مصروف اند. اما درمقابل مردم چین، با ارتش ضعیف، و وابسته برای محصولات غنی چین
(هانشو، تاریخ باستان هان).
این تماس‌ها بلافاصله منجر به اعزام چندین سفیر توسط چینی‌ها شد که به توسعه جاده ابریشم کمک کردند.
|  |  |  |

### حمله اعراب مسلمان

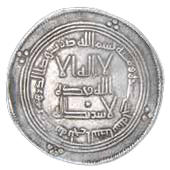
یک درهم نقره از زمان خلافت امویان، بدست آمده از بلخ در ۱۱۱ ه‍. ق

نخستین حملهٔ مسلمانان به بلخ در سال ۶۵۲ م. (۳۲ ه‍.ق) به سرکردگی احنف بن قیس بود. در سال ۴۳ ه‍.ق دوباره بتصرف مسلمانان درآمد ولی در زمان قتیبة بن مسلم (متوفی بسال ۹۶ ه‍.ق) بود که کاملاً مغلوب آنان شد. در دورهٔ اعراب، یعنی در قرون وسطی، بلخ همراه با هرات، نیشابور و مرو یکی از چهار قسمت (چهار ربع) خراسان بود.
 احنف بن قیس از مرورود سوی بلخ رفت و آنجا را محاصره کرد و مردم بلخ با وی بر چهار صد هزار صلح کردند که بدان رضایت داد و پسر عموی خود اسید بن متشمس را آنجا گماشت تا چیزی را که بر سر آن صلح کرده بودند بگیرد و خود سوی خوارزم رفت.— تاریخ طبری
در سال ۱۱۸ ه‍.ق اسدبن عبدالله قسری پایتخت خراسان را از مرو به بلخ انتقال داد و شهر رونق یافت. در سال ۲۵۶ ه‍.ق این شهر بتصرف یعقوب لیث صفاری درآمد. در سال ۲۸۷ ه‍.ق عمرو لیث صفاری نزدیک بلخ مغلوب اسماعیل سامانی شد و به قتل رسید و بلخ تحت حکومت سامانی درآمد. در سال ۴۵۱ ه‍.ق سلجوقیان تصرفش کردند و در سال ۵۵۰ ه‍.ق بدست ترکان غز افتاد. در سال ۶۱۷ ه‍.ق) با وجود اینکه بلخ تسلیم چنگیز مغول شد، مغولان همه مردم شهر از زن و مرد و کودک را از شهر بیرون آورده و همه را کشتند به‌طوری که تا مدت‌ها حیوانات وحشی از گوشت آن‌ها تغذیه می‌کردند و سپس شهر را آتش زده و کاملاً تخریب نمودند. در دورهٔ تیموریان (۷۷۱ – ۹۱۱ ه‍.ق) تا اندازه‌ای شکوه گذشته را بازیافت ولی پس از بنای مزارشریف در بیست کیلومتری آن، بلخ رو به انحطاط گذاشت. خرابه‌های بلخ قدیم اکنون ناحیهٔ وسیعی را اشغال کرده است.
در منابع تاریخی به خاطر موقعیت فرهنگی و تمدنی بلخ از آن به نام‌های مختلف یاد شده است؛ مثلاً بلخ گزین، بلخ الحسنا، ام‌البلاد، ام‌القرا، بلخ بامی، قبه الاسلام، دارالفقاهه، دارالاجتهاد…
جهانگردان اروپایی و ایرانیان، بلخ را انبار مهمی برای کالاهای عبوری در آسیای میانه در نخستین سال‌های سدهٔ ۱۹ م به‌شمار آورده‌اند. این شهر، در مرز میان بیابان‌های بی‌درخت و زمین‌های سرسبز، در شمال هندوکش و جنوب آمودریا، زمانی بسیار آبادان بود و آب شهر از طریق شبکه‌ای مرکب از ۱۸ جوی پخش می‌شد که درّه‌های شهر را به هم پیوند می‌داد. بلخ در برخوردگاه جاده‌های کاروانی واقع بود که از جنوب به هند، از غرب به ایران، و از شرق به چین کشیده می‌شد. کاروان‌های بی‌شماری از طریق این شهر، که به عنوان بازاری در آسیای برای خرید و فروش اسب شهرت داشت، رفت‌وآمد می‌کردند.

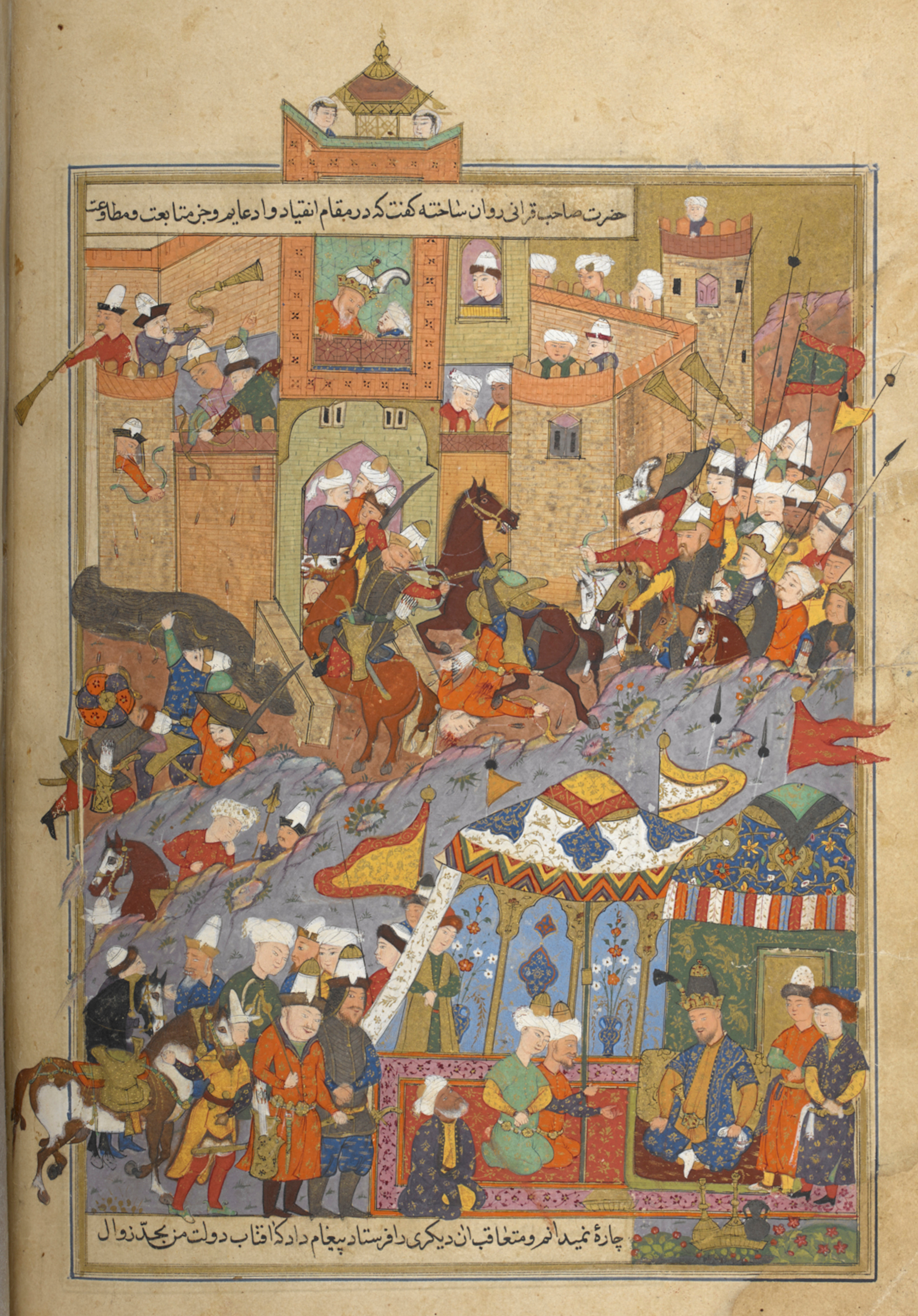
حمله امیر تیمور گورکان به بلخ

## جغرافیا

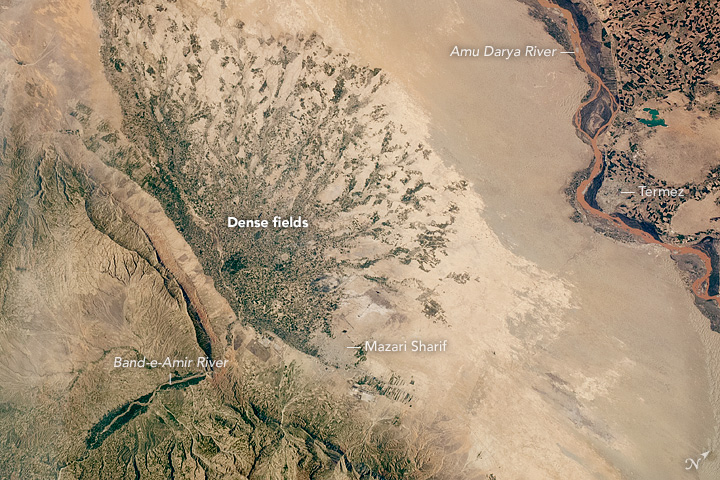
دلتای بلخاب که شهر مزار شریف درست در وسط آن قرار گرفته است.

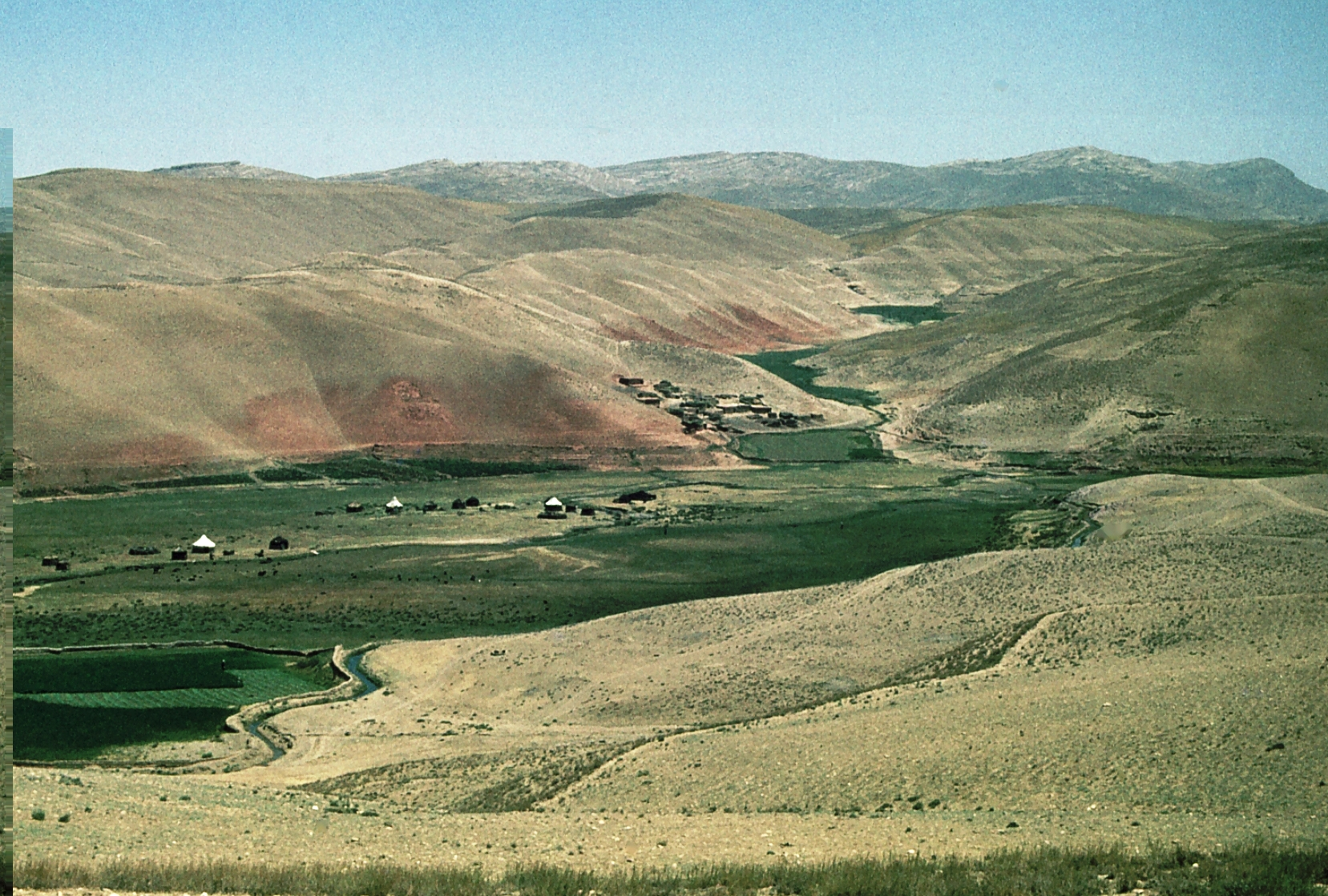
منظره‌ای از زمین‌های کشاورزی ولایت بلخ

این ولایت در شمال افغانستان با مساحت این ۱۶٬۸۴۰ کیلومتر مربع است. %۷٫۴۸ آن کوهستانی و %۲٫۵ آن را زمین‌های هموار تشکیل داده است. این ولایت شامل حوزه آبریز آمودریا می‌شود. ولایت بلخ با ترکمنستان در شمال غربی، ازبکستان در شمال، تاجیکستان در شمال شرقی، ولایت قندز در شرق، ولایت سمنگان در جنوب شرق، ولایت سرپل در جنوب، و ولایت جوزجان در غرب همسایه است.

## مردم
اقوام تاجیک، هزاره، پشتون، ازبک، ترکمن و عرب در این ولایت زندگی می‌کنند و در شهر مزارشریف بیشتر جمعیت را تاجیک‌ها و پشتونها و هزاره‌ها تشکیل می‌دهند. مطابق آمار سازمان جهانی غذا مردمان ولایت بلخ بیشتر به زبان فارسی‌دری سخن می‌گویند. زبان مورد استفادهٔ بعد از فارسی، پشتو می‌باشد حدود ۲۷٪ و بعدی زبان‌های ترکمنی ۷٪ و ازبکی ۱۰٪.
تاجیک‌ها در مرکز و شرق بلخ زندگی می‌کنند در ولسوالی‌های خلم، نهرشاهی، مارمل، مزار، دهدادی، قسمتی از چهارکنت و کشنده و اقلیتی در شولگره؛ هزاره‌ها در ولسوالی‌های جنوبی مانند چهارکنت، اقلیتی در شولگره و چمتال پشتون‌ها در غرب و در ولسوالی‌های بلخ، چهار بولک، چمتال، شولگره، و ازبک‌ها و ترکمن‌ها در شمال بلخ در ولسوالی‌های، شورتپه، کلدار، دولت‌آباد و همچنین اقلیتی نیز در خلم را تشکیل می‌دهند. علاوه‌بر این‌ها ولسوالی زاری در جنوب بلخ عمدتاً بلوچ‌نشین می‌باشد و اعراب فارسی‌زبان این ولایت در ولسوالی‌های چمتال و نهرشاهی و اقلیتی در خلم یافت می‌شوند.
کل جمعیت ولایت حدود ۱٬۵۴۲٬۱۰۰ نفر است.
در کتاب اطلس محلات افغانستان از تاجیکان به عنوان بیشترین قوم ساکن ولایت بلخ نام برده می‌شود، همچنین از پشتونها و ترکمنها و ازبکها و عربها به عنوان ساکنان بعدی یاد می‌شود.
دانشکدهٔ تحصیلات تکمیلی نیروی دریایی در آمار خود چنین گزارش می‌دهد:
بلخ از نظر قومی متنوع است و شامل جوامعی از تاجیک‌ها، هزاره‌ها، پشتون‌ها، عرب‌ها، ازبک‌ها، ترکمن‌ها و هزاره‌های سنی می‌باشد. 
گزارش برنامهٔ جهانی غذا:
تقریباً ۶۶ درصد از جمعیت بلخ در نواحی روستایی زندگی می‌کنند در حالی که ۳۴ درصد در مناطق شهری ساکن‌اند. حدود ۵۱ درصد از جمعیت مرد و ۴۹ درصد زن هستند. گروه‌های اصلی قومی ساکن در ولایت بلخ، تاجیک‌ها و پشتون‌ها هستند و پس از آن ازبک‌ها، هزاره‌ها، ترکمن‌ها، عرب‌ها و بلوچ‌ها قرار دارند. دری توسط حدود ۵۰ درصد از جمعیت و ۵۸ درصد از روستاها صحبت می‌شود. دومین زبان رایج، پشتو است که در اکثریت ۲۶۶ روستا که ۲۷ درصد از جمعیت را تشکیل می‌دهد، صحبت می‌شود و پس از آن ترکمنی (۱۱.۹ درصد) و ازبکی (۱۰.۷ درصد) قرار دارند.
ولایت بلخ همچنین جمعیتی از کوچی‌ها یا کوچ‌نشین‌ها دارد که تعداد آن‌ها در فصول مختلف متغیر است. در فصل زمستان، ۵۲۹۲۹ نفر، معادل ۲.۲ درصد از جمعیت کل کوچی‌ها، در بلخ زندگی می‌کنند و در ۸۰ جامعه مستقر هستند. نیمی از این جمعیت به‌طور نیمه‌مهاجر و با مسافت‌های کوتاه کوچ می‌کنند، یک سوم دیگر به‌طور نیمه‌مهاجر و با مسافت‌های طولانی حرکت می‌کنند و ۱۸ درصد دیگر در یک محل ساکن هستند. به‌طور کلی، در هر دو دسته مهاجران با مسافت‌های بلند و کوتاه، کمتر از نیمی از جامعه به کوچ‌نشینی می‌پردازند. در زمستان، هر دو گروه اغلب در یک منطقه می‌مانند و در طول فصل جابه‌جا نمی‌شوند. در فصل تابستان، حدود ۱۲۰ خانواده کوچی با مهاجرت طولانی از ولایت ساریپول به ولایت بلخ می‌آیند. جمعیت کوچی‌ها در تابستان ۵۹۷۷۶ نفر است. 

## اقتصاد
صادرات و واردات افغانستان از طریق راه دریای آمو توسط کشتی‌ها و از طریق بندرحیرتان با استفاده از پل صورت می‌گیرد که میوهٔ خشک در بخش صادرات و مواد نفتی، چوپ و مواد ساختمانی در بخش واردات شامل است. تاجران افغان نیز در بندر حیرتان سرمایه‌گذاری زیادی کرده‌اند که حدود ۴۰۰ میلیون دالر می‌شود و بیشتر در بخش زیربناهای مواد نفتی است.
ولایت بلخ در جریان ده سال گذشته در بخش فابریکات پیشرفت خوبی داشته است. تاکنون ۲۵۲ فابریکه راجستر و اجازهٔ فعالیت رسمی را اخذ کرده و علاوه‌بر آن صدها فابریکهٔ غیررسمی که راجستر نشده به شکل غیرقانونی فعالیت دارد. برخی بیشتر فابریکات این ولایت در بخش تولید مواد غذایی چون روغن، مواد نوشیدنی، آرد، بیسکت، پاپُر، شیرینی باب و همچون چیزهای دیگر کار می‌کند و همچنان یک فابریکهٔ ساختن وسایل پلاستیکی منازل نیز فعالیت دارد و فعالیت فابریکات زیاد ساختن مواد تعمیراتی در ردهٔ سوم محسوب می‌شود.
- قالی

ولایت بلخ از بابت تولید قالین مقام ویژه در سطح کشور دارد. این صنعت علاوه در مرکز ولایت در ولسوالی‌های کلدار و شورتپه بسیار خوب رشد کرده است. در ولایت بلخ درحدود ۱۰۶ شرکت مصروف قالین بافی و تجارت قالین است و درحدود ۲۰٬۰۰۰ باشندهٔ این ولایت نیازهای زندگی خود از طریق قالین‌بافی برآورده می‌سازند.
- ماهی

ماهی‌پروری در بلخ یکی از صنعت‌های پردرآمد است. در حدود ۸۰ فارم ماهی‌پروری در بلخ فعالیت دارند. در این فارم‌ها سالانه در حدود ۱۵۰ تُن گوشت تولید ماهی تولید می‌شود. این مقدار، کمتر از ۱۰ درصد گوشت مورد نیاز بازار را فراهم می‌کند. قیمت‌ترین گوشت ماهی، گوشت ماهی لقه است که هر کیلوی آن بین ۶۰۰ تا ۸۰۰ افغانی خرید و فروش می‌شود. ماهی تغاره ۴۰۰ افغانی و ماهی زغاره و شیرماهی ۲۵۰ تا ۳۲۰ افغانی در بازار بلخ فروش می‌شود.
- هینگ

بر اساس آمار ریاست زراعت بلخ ۴٬۰۰۰ هزار جریب تحت کشت هینگ قرار دارد که حدود یک تُن از آن‌ها برداشت شده و ۷۵ میلیون دلار را عاید تولیدکنندگان آن می‌سازد.
- برنج

براساس سروی مشترک وزارت زراعت و ادارهٔ ملی احصاییه، بلخ با تولید سالانه ۱۸ هزار تُن برنج در جایگاه هفتم تولید برنج افغانستان قرار دارد.
- پنبه

در ولایت بلخ در سال ۱۳۹۹ بیش از ۵۰ هزار تن پنبه بدون چگد (بدون تخم) تولید گردیده که از ۱۹ هزار و ۶۰۰ هکتار زمین تحت کشت آن برداشت شده است. تخم‌های مشهور پنبه که کشاورزان بلخ بیشتر برای کشت استفاده می‌کنند شامل نژادهای پوزه‌ایشان، ترکی، و اکالا می‌باشد که میانگین محصولات آن یک تن در هکتار می‌باشد. هر هکتار پنج تن پنبهٔ دانه‌دار تولید می‌گردد.

## درمان
درصد خانوارهای دارای آب آشامیدنی پاک از ۸٪ در سال ۲۰۰۵ به ۱۵٪ در سال ۲۰۱۱ افزایش یافته است. درصد بهبودی مرگ و میر مادران از ۰٪ در سال ۲۰۰۵ به ۲۰٪ در سال ۲۰۱۱ افزایش یافته است.

## آموزش
نرخ کلی باسوادی شش سال به بالا از ۱۲٪ در ۲۰۰۵ به ۲۳٪ در سال ۲۰۱۱ افزایش یافته است. نرخ کلی ثبت نام خالص (۶ تا ۱۳ سال) از ۲۲٪ در سال ۲۰۰۵ به ۴۶٪ در سال ۲۰۱۱ افزایش یافته است.

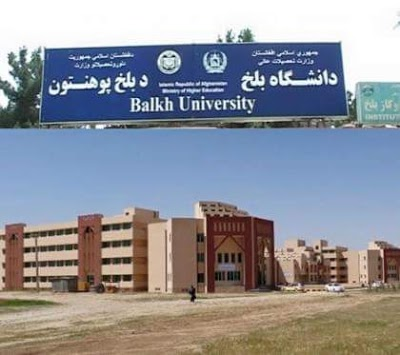
دانشگاه بلخ

بر پایه آمار سال ۱۳۹۲ در این ولایت ۵۰۴ اداره آموزشی به شمول دارالمعلمین، انستیتیوت‌ها و کورس‌های سواد آموزی در چوکات ریاست معارف فعالیت دارد که امور تدریسی آن توسط ۱۰٬۱۹۹ معلم رسمی و ۱٬۴۵۸ معلم قراردادی پیش برده می‌شود. از جمع آن ۵٬۹۷۴ آموزگار ذکور و ۱٬۴۵۸ آموزگار اناث است.
در این ادارات آموزشی ۵۴۰۱۷۸ دانش آموز (۳۱۱٬۳۶۶ ذکور و ۲۲۸٬۸۱۲ اناث) مصروف فراگیری آموزش هستند.
دانشگاه بلخ یکی از دانشگاه‌های پیشتاز افغانستان است که ۴٬۴۴۲ دانشجوی دختر و ۱٬۴۰۱ دانشجوی پسر مصروف تحصیل در دانشکدع‌های آن می‌باشند. در ولایت بلخ علاوه بر دانشگاه‌های دولتی ده‌ها مؤسسه تحصیلات عالی و نیمه عالی نیز فعالیت دارند که تعداد دانشجویان آنها به ۲۰٬۰۰۰ می‌رسد.

## فرهنگ
ولایت بلخ علاوه برسابقه تاریخی، علمی و فرهنگی خویش اکنون در سطح کشور از برجسته‌ترین حوزه‌های علمی و فرهنگی بشمار می‌رود. زرتشت، یما، جلال الدین محمد بلخی، رابعه بلخی، ناصرخسرو بلخی، ابن سینا، دقیقی بلخی، ابن وطواط و همچو شخصیت‌های دیگر علمی و فرهنگی متولد بلخ هستند که کارهای زیادی علمی و فرهنگی را انجام داده است.

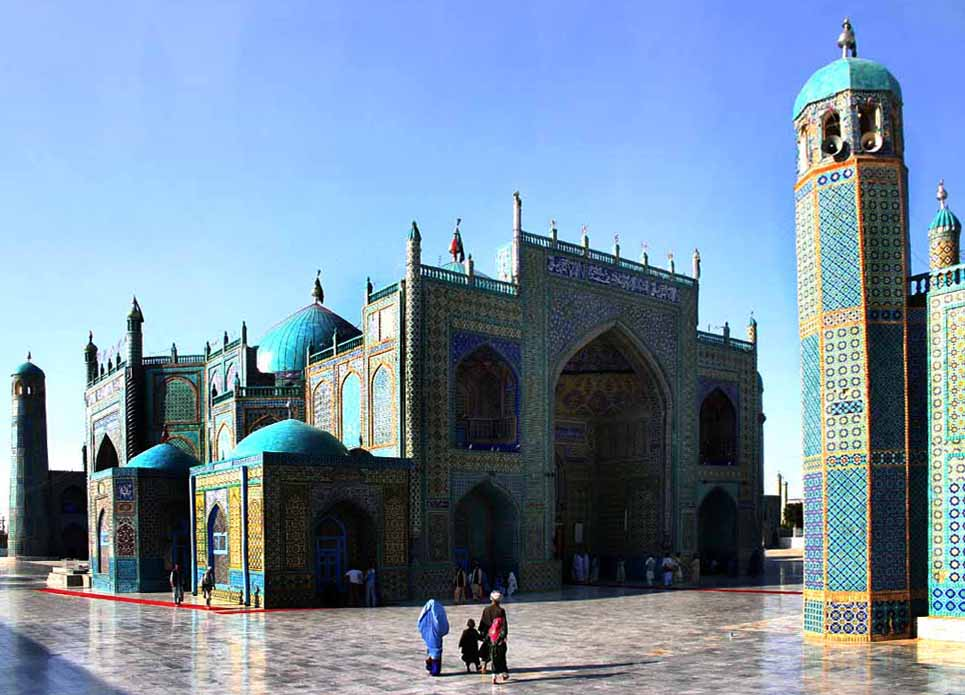
مسجد کبود که آرامگاه حضرت علی بدان منسوب است، توسط سلطان حسین بایقرا بازسازی شد. مزار شریف

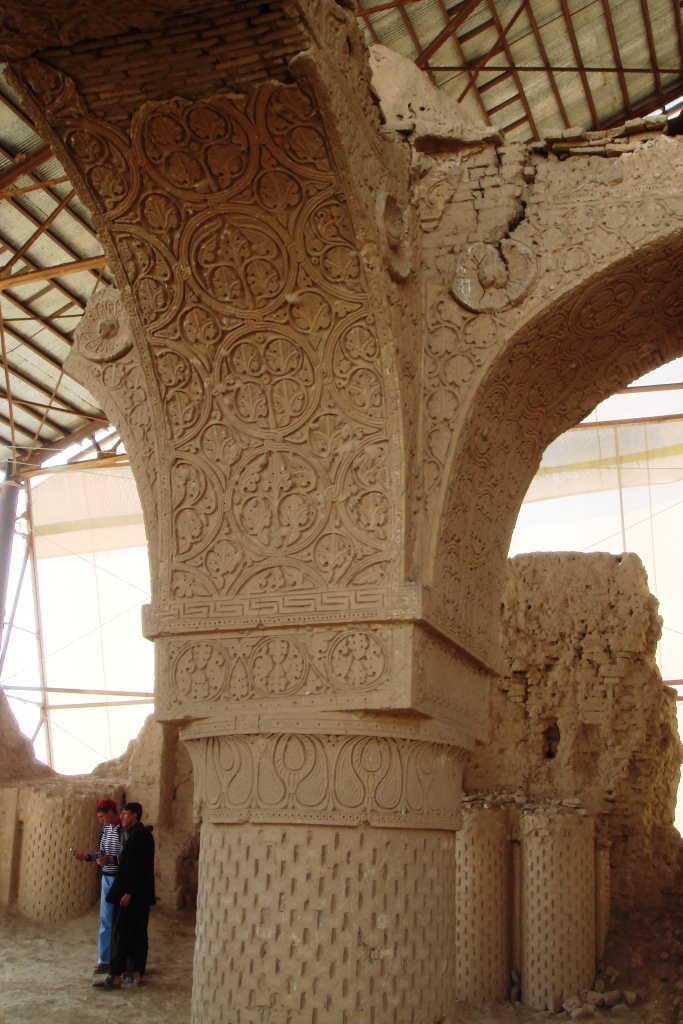
مسجد نه‌گنبد که در سده سوم هجری ساخته شده است؛ قدیمی‌ترین مسجد در افغانستان می‌باشد. بلخ

کارهای فرهنگی دورهٔ معاصر درسال ۱۳۰۰ با چاپ نشریهٔ دولتی بیدار په شکل رسمی آغاز شد. اکنون در ولایت بلخ تعدادی زیادی از انجمن‌های فرهنگی وجود دارد که عبارتند از: انجمن نویسندگان بلخ، خانه داستان بلخ، کانون فرهنگی مولانا جلال الدین محمد بلخی، خانه مولانا، مؤسسه فلم سازی آریانا افغان، مؤسسه فلم سازی توریا، موسیسه فلم سازی نگین، مؤسسه فلم سازی هما، بنیاد فرهنگی نور، جریان ادبی ام‌البلاد، انجمن فرهنگی میرزا اُلغ بیگ، انجمن علمی و فرهنگی ظهیرالدین محمد بابر، مرکز فرهنگی علم و عرفان، انجمن فرهنگی تحلیلگران و هنرستان نقشبندی همراه با نشست‌های هفتی و ماهانه فعالیت دارند که برای بیشتر جوانان بلخ زمینه آموزش ادبی و فرهنگی فراهم کرده است. علاوه براین برای آثار نویسندگان و شاعران بیشتر زمینه چاپ مساعد کرده است که همه سال صدها جلد کتاب مختلف توسط آنها به نشر می‌رسد.
تجلیل نوروز در تاریخ اول ماه حمل که همه ساله به‌عنوان جشن آریایی به شکل مردمی و رسمی تجلیل می‌شود یکی از جشن‌های عنعنوی و فرهنگی افغانستان و منطقه محسوب می‌گردد. این جشن با برگزاری مراسم دولتی آغاز شده طی آن مراسم جنده بالا نیز در روضه حضرت علی کرم الله وجهه صورت می‌گیرد. این جشن آریایی تا چهل روز ادامه دارد و طی آن ریاست اطلاعات و فرهنگ برنامه‌های مختلف ادبی، فرهنگی و صنعتی را به همکاری انجمن‌های فرهنگی این ولایت برگزار می‌کند.
در ولایت بلخ حدود ۶۰ کتابخانه وجود دارد، مانند کتاب‌خانه مولانا خسته که درسال ۱۳۴۵ در چوکات ریاست اطلاعات و فرهنگ ایجاد گردیده و از کتابخانه‌های نخستین این ولایت محسوب می‌شود. کتابخانه خلم نیز در این ولایت است. همچنان کتابخانه پوهنتون بلخ، کتابخانه کمیسیون مستقل حقوق بشر زون شمال، کتابخانه مدرسه اسدیه، کتابخانه خاتم‌الانبیا، کتابخانه دقیقی بلخی و همچنان یگانه کتاب‌خانه کتاب‌های پشتو موسم به خوشحال بابا که درسال ۱۳۹۱ از سوی مرکز انکشاف ادبیات پشتو ایجاد گردیده از کتابخانه‌های بزرگ، غنی و نامدار ولایت بلخ است. علاوه بر آن اکثریت دوایر دولتی، مکاتب و پوهنتون‌های خصوصی کتابخانه‌ها دارد. از دو سال گذشته بدینسو هفته مطالعه کتاب نیز به کمک ریاست اطلاعات و فرهنگ بلخ و کتاب‌خانه‌های این شهر آغاز می‌شود که به تاریخ ۲۶ ماه ثور سال ۱۳۹۲ آغاز گردید.
موزیم بلخ در سال ۱۳۱۷ در چوکات ریاست اطلاعات و فرهنگ ایجاد شد؛ اما این موزیم در سال ۱۳۶۰ از ترس خسارات ناشی از جنگ به کابل انتقال داده شد که در آنجا نیز از اثر جنگ‌های مصون نماند و اکنون برخی بیشتر از آثار آن از بین رفته است. در این موزیم آثار دوره قبل اسلام و آثار تاریخی، فرهنگی و علمی دورهٔ معاصر اسلام وجود داشت. از نسخه‌های کتابی، سکه‌های طلایی دوره باختری، یونایی و هخامنشی، شمشیر، سپر و همچو آثار دیگر باستانی در آن نگهداری می‌شد.
در زمان انتقال این موزیم برخی از آثار تاریخی سنگین که وزن آن زیاد بود، در بلخ ماند که از جمله توپ جنگی ساخته شده ولایت سمنگان افغانستان در دوره امیر عبدالرحمن خان یادآوری کرده می‌توانیم، که اکنون نیز در صحن ریاست اطلاعات و فرهنگ بلخ گذاشته شده است. همچنان یک موزیم در روضه مبارک حضرت علی کرم الله وجهه شهر مزار شریف وجود دارد که صدها قلم آثار تاریخی در آن موجود است، در این موزیم نیز شماری از آثاری اسلامی و باستانی نگهداری می‌شود که برخی بیشتر آثار اسلامی آن مربوط همین روضه می‌شود. سکه‌های امیر بخارا نیز در آن وجود دارد که ضمن دیدار از روضه به شکل تحفه به آن سپرده بود. آثار تاریخی چون خم، چراغ دان و یک نوع اسباب که از مناطق مختلف باستانی بلخ به دست آمده، به این موزیم سپرده و نگهداری شده است.
رسانه‌های دولتی، غیردولتی، تصویری، چاپی و صوتی این ولایت تا ۵۶ می‌رسد. نخستین روزنامه بلخ به نام بیدار در سال ۱۳۰۰ در زمان امان‌الله خان چاپ می‌شد، که تاکنون نیز نشرات آن ادامه دارد. تلویزیون ملی ولایت بلخ فعال است که علاوه بر برنامه‌های محلی، برنامه‌های تلویزیون مرکزی را نیز تیلی برودکاست می‌کند. از آغاز دوره حکومت رئیس‌جمهور کرزی تا کنون ۱۲ تلویزیون، ۱۶ رادیوی محلی و ۲۸ رسانه چاپی در ریاست اطلاعات و فرهنگ بلخ ثبت گردیده است.

## ورزش

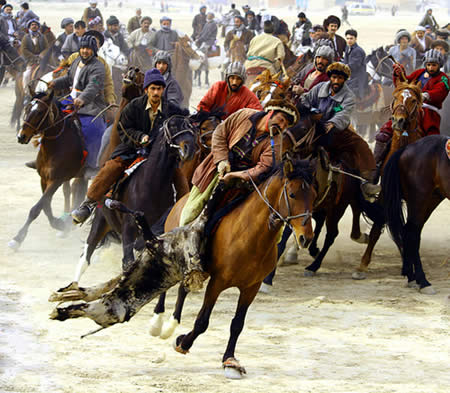
ورزش بزکشی

مردم بلخ از تاریخ و فرهنگ ورزشی بسیاری برخوردارند. هر نوروز، بلخ محل بسیاری از رویدادهای ورزشی است. بزکشی یک ورزش سنتی اسب‌سواری در منطقه است و در این ولایت محبوبیت زیادی دارد. پهلوانی نیز یک ورزش محبوب در ولایت است. با این حال، محبوب‌ترین ورزش در حال حاضر و ۵۰ سال گذشته فوتبال بوده است، این امر در تیم بلخ سیمرغ البرز مشهود با نایب قهرمانی آن‌ها در لیگ برتر افغانستان و مشارکت آن‌ها در تیم ملی مشهود است.

## معادن
در ۵ اکتبر ۲۰۱۸ در واشینگتن دی‌سی، مقامات افغان قراردادی ۳۰ ساله با سرمایه‌گذاری ۵۵ میلیون دلاری گروه سرمایه‌گذاری سنتر و شرکت عامل آن افغان گلد اکتشاف مساحت ۵۰۰ کیلومتر مربعی برای مس، با توسعهٔ معدن‌کاری پس از آن امضا کردند.

## نام‌آوران
بلخ طی تاریخ ۶٬۰۰۰ سالهٔ خود شخصیت‌های مختلف علمی، سیاسی، فرهنگی ادبی و قومی تربیه نموده است که نه تنها در ولایت بلخ و در سطح کشور، بلکه در سطح جهانی شهرت داده است. از این جمله نام‌های زرتشت و مولانا جلال‌الدین محمد بلخی نام گرفته می‌توانیم که شخصیت‌های بین‌المللی است.
یادآوری تمامی مشاهیر این ولایت کاری‌ست مشکل‌تر؛ اما چند نام به شکل مثال یادآوری کرده می‌توانیم: زرتشت، یما پاچا، کنیشکا، مولانا جلال‌الدین محمد بلخی، رابعهٔ بلخی، ناصر خسرو بلخی، دقیقی بلخی، ابن سینا بلخی، ابوشکور بلخی، شهید بلخی، جامی حکیم، اندانی بلخی، علامه سید اسماعیل بلخی، امیر خسرو بلخی، وطواط بلخی، عنصری بلخی، ابومعشر بلخی، فاطمه بلخی، شقیق بلخی، کیقباد بلخی، پروچیستا بلخی، روخسانه بلخی، آشفته باختری، نبی مسکون، واصف باختری، مرحوم اسحق، استاد عبدالصمد جاهد و دیگر ….

## تقسیمات اداری
ولسوالی‌های ولایت بلخ:
1. ولسوالی بلخ
2. ولسوالی چارپولک
3. ولسوالی چارکنت
4. ولسوالی چمتال
5. ولسوالی خلم
6. ولسوالی دولت‌آباد
7. ولسوالی دهدادی
8. ولسوالی زاری
9. ولسوالی شورتپه
10. ولسوالی شولگره
11. ولسوالی کشنده
12. ولسوالی کلدار
13. ولسوالی مارمل
14. ولسوالی مزارشریف
15. ولسوالی نهر شاهی

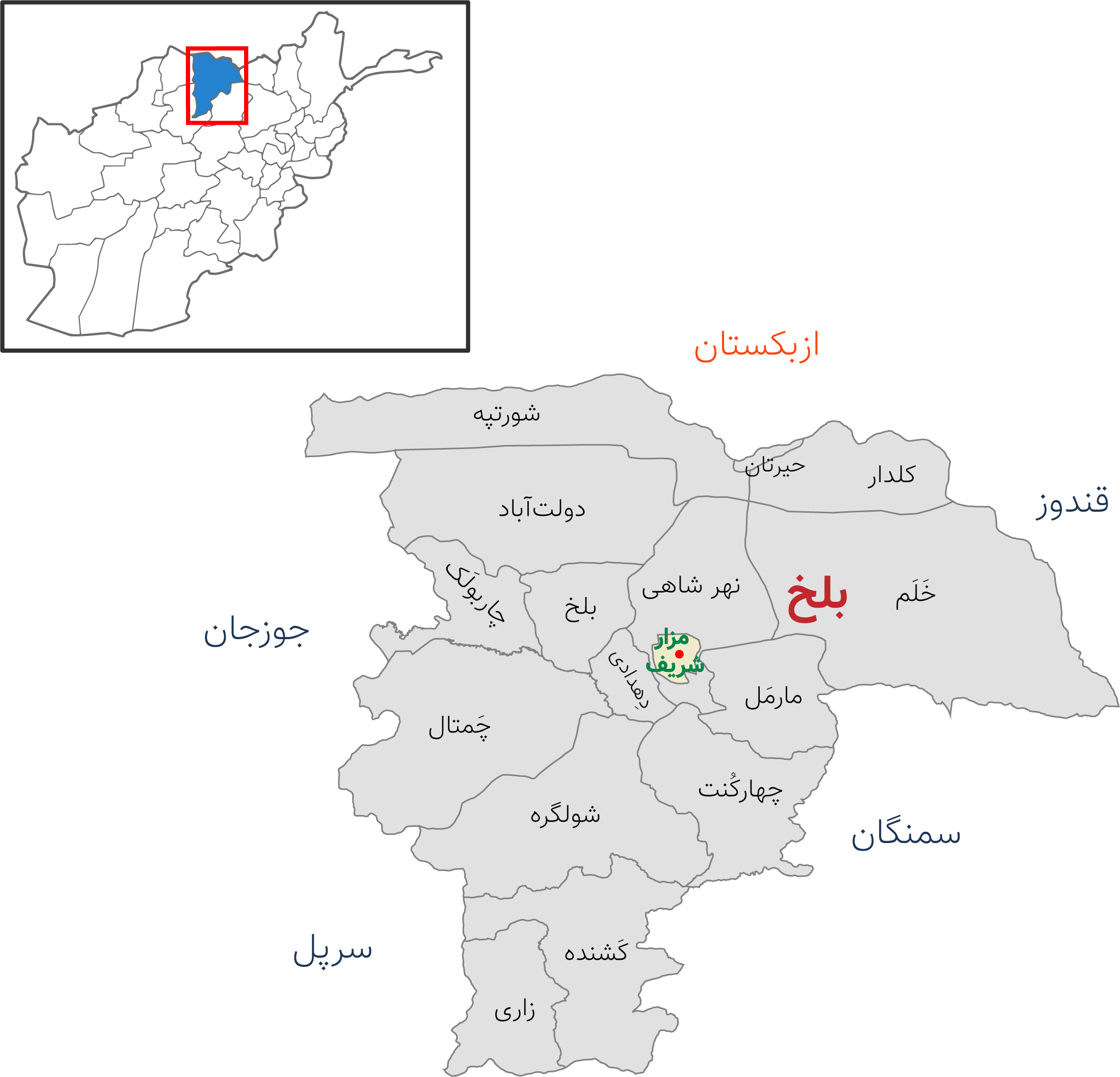
ولسوالی‌های بلخ

همچنین حیرتان بندر تجارتی بزرگی میان افغانستان و آسیای میانه می‌باشد.
شهر مزار شریف مرکز ولایت بلخ بوده و در ۲۵ کیلومتری غربی این ولایت ولسوالی بلخ زادگاه شاعر پارسی‌سرا، عارف و اندیشمند اسلامی مولانا جلال‌الدین محمد بلخی قرار دارد. در این ولسوالی دهی به نام پدر مولانای بزرگ قرار دارد که بهاءالدینش خوانند و در ۵ کیلومتری شمال شرق ولسوالی بلخ قرار دارد.
توابع این ولایت این‌ها هستند:
- فیروز و نخجیر
- خلم
- دهدادی
- مزار شریف

## نگارخانه

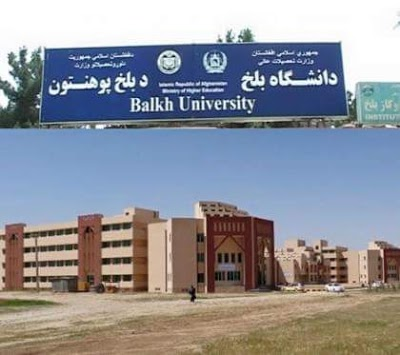
دانشگاه بلخ
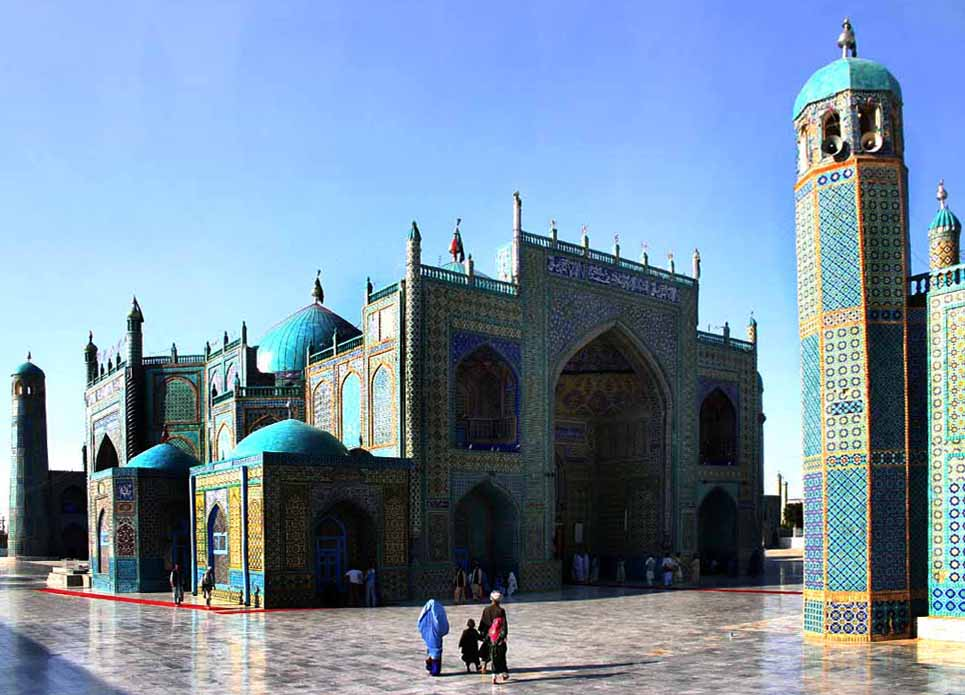
مسجد کبود مزارشریف
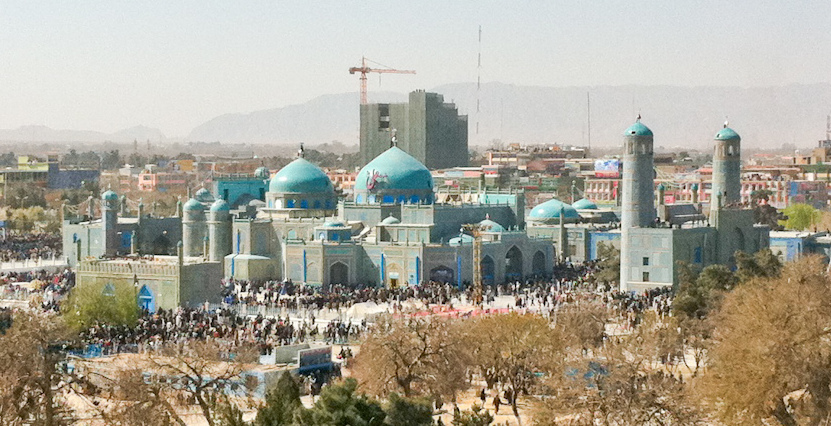
مسجد کبود مزارشریف
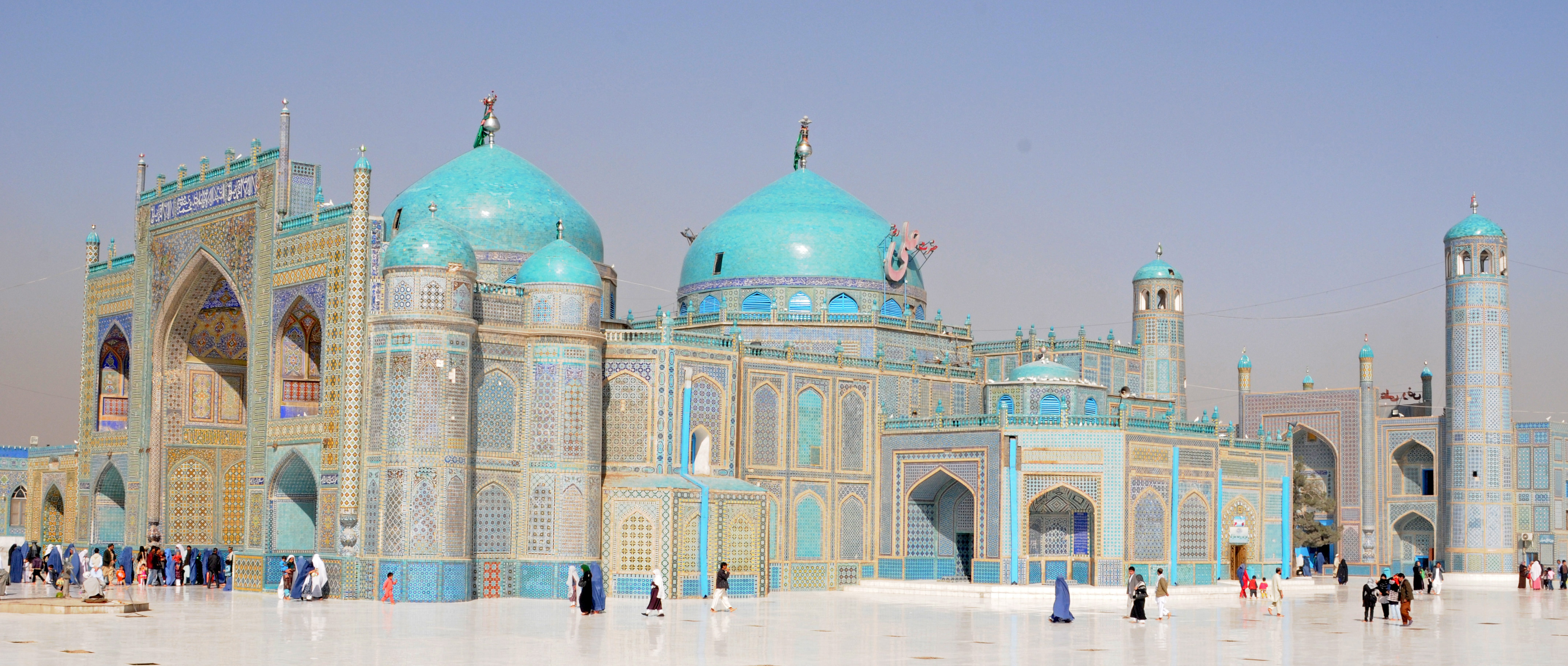
مسجد کبود مزارشریف
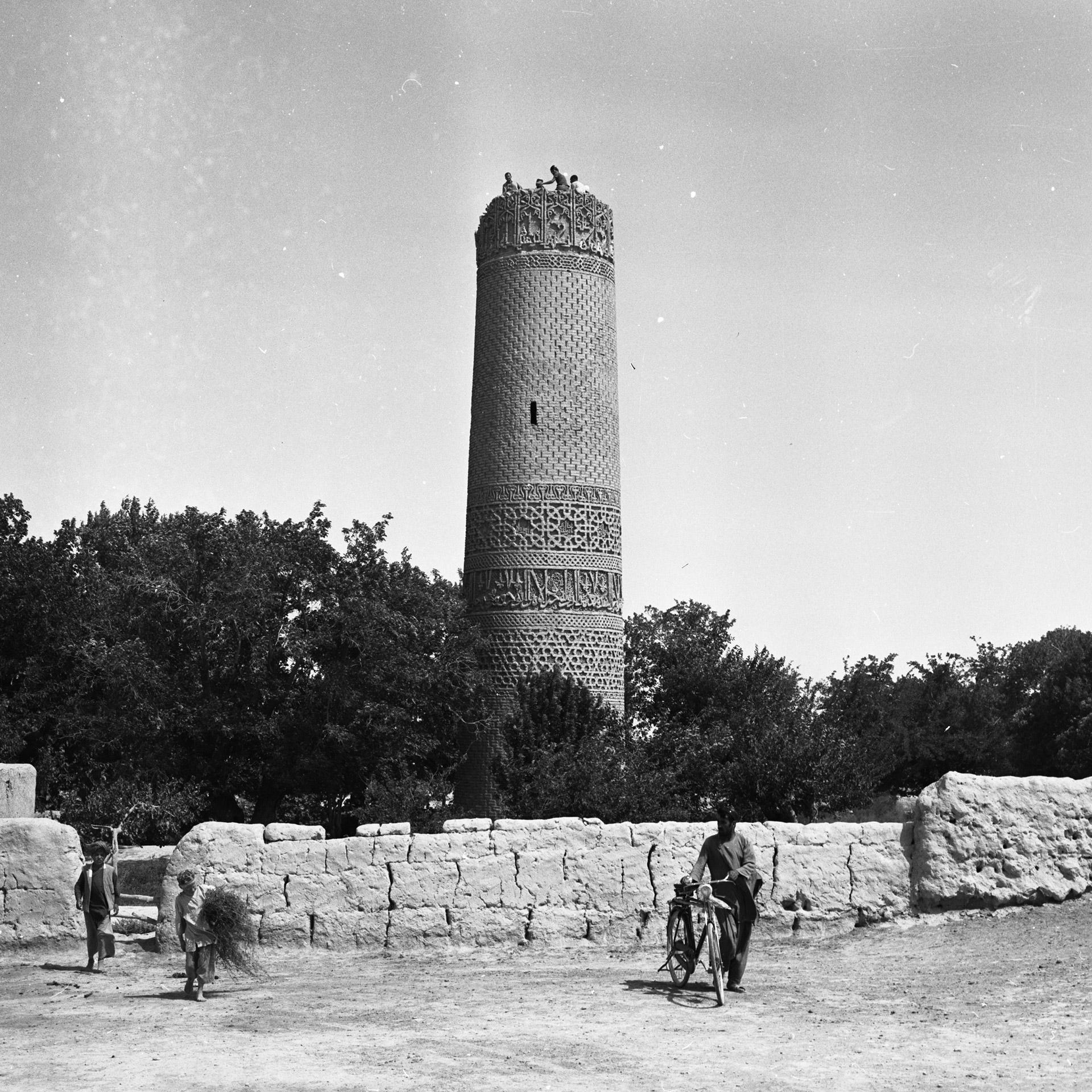
مناره زادیان در روستای زادیان، ولسوالی دولت آباد، ولایت بلخ
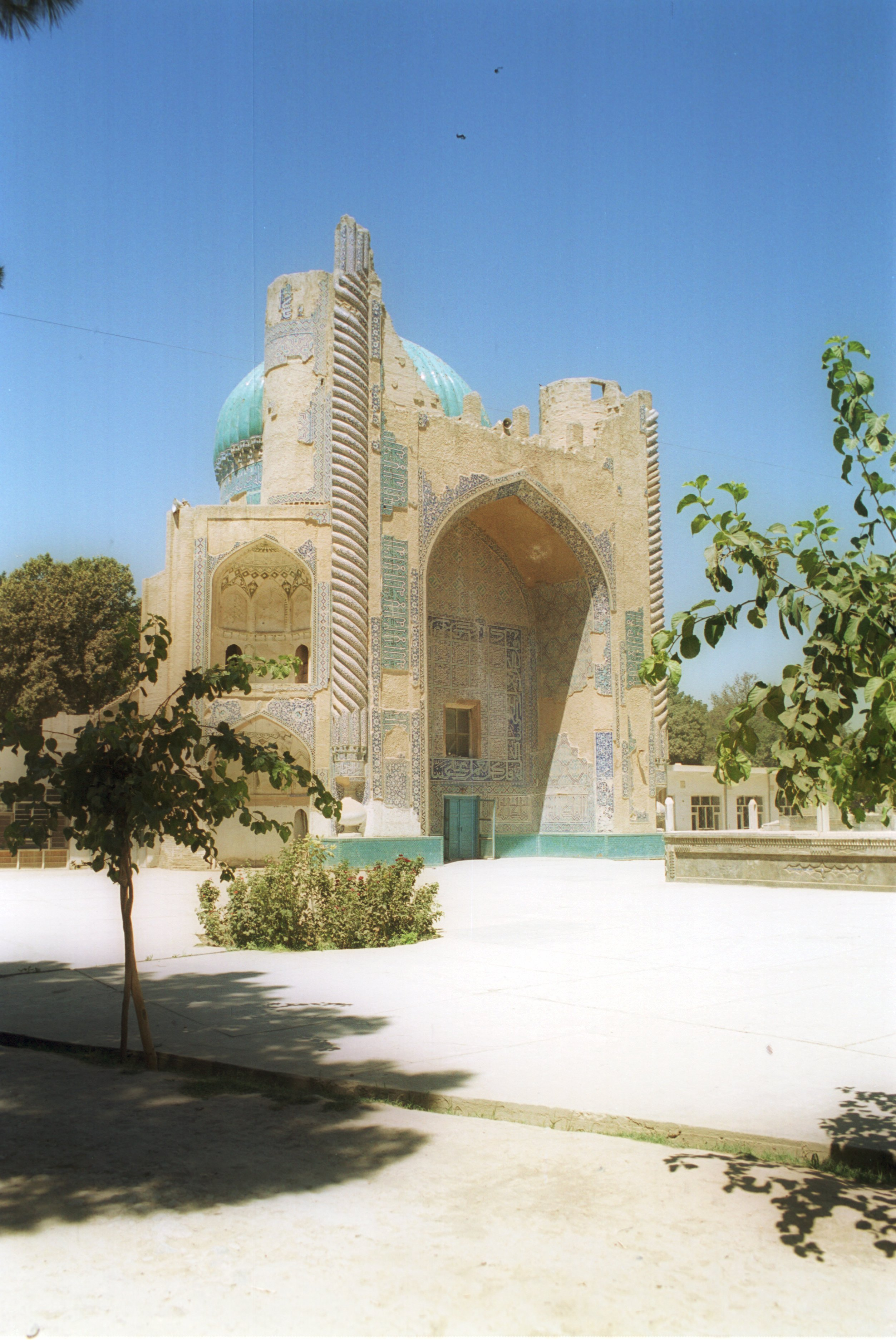
مسجد سبز مربوط به سدهٔ پانزدهم در بلخ
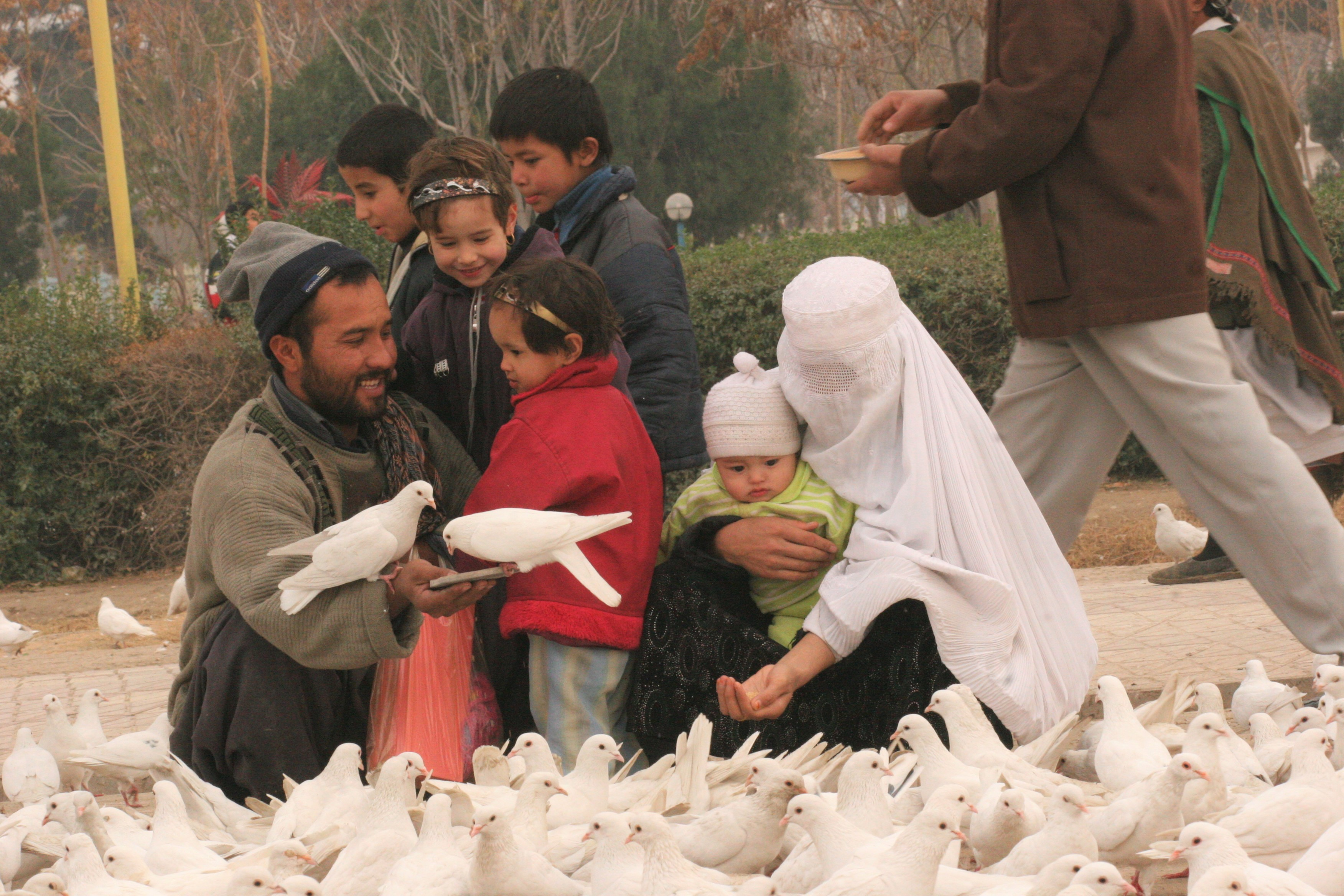
مردمان بلخ
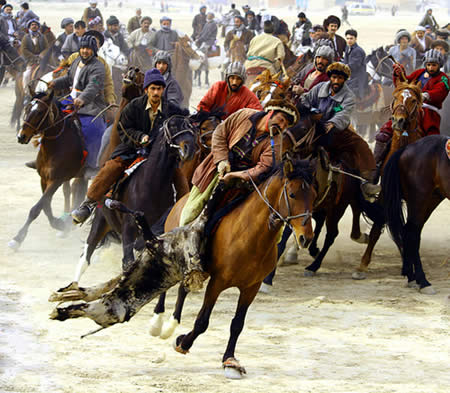
بازی بزکشی در بلخ
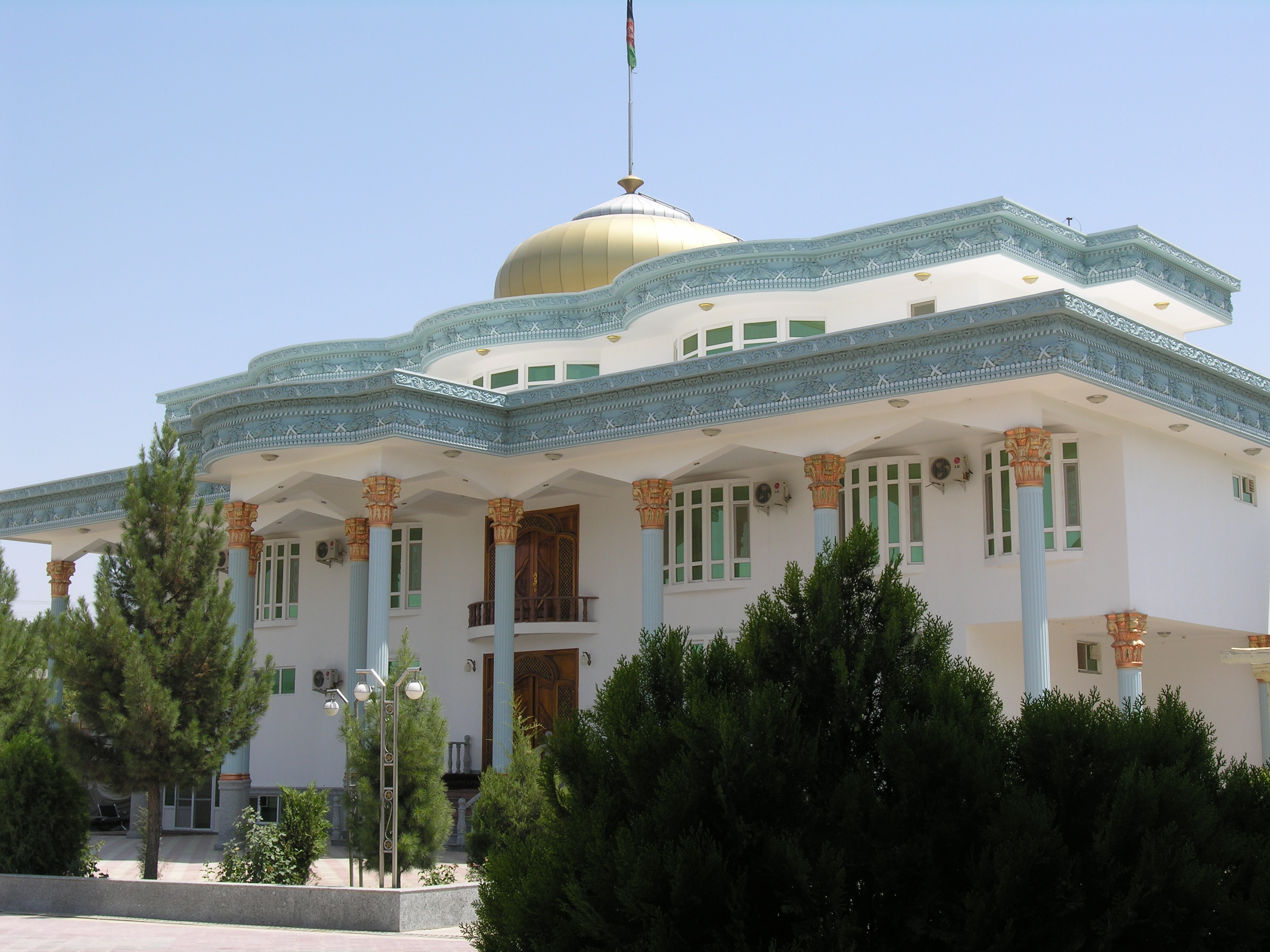
قصر دولتی در مزارشریف، ولایت بلخ
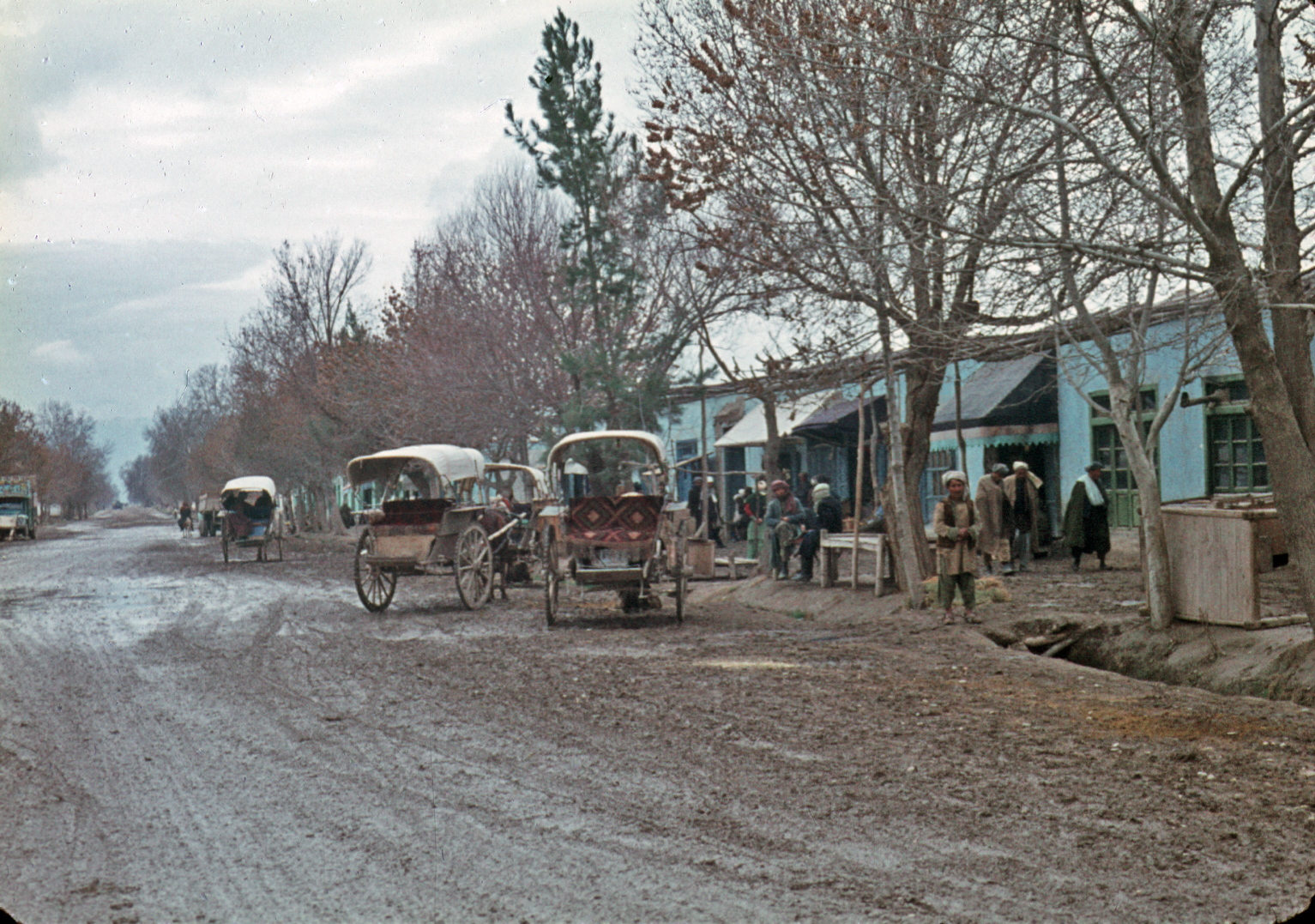
خیابانی در بلخ، سال ۲۰۰۵
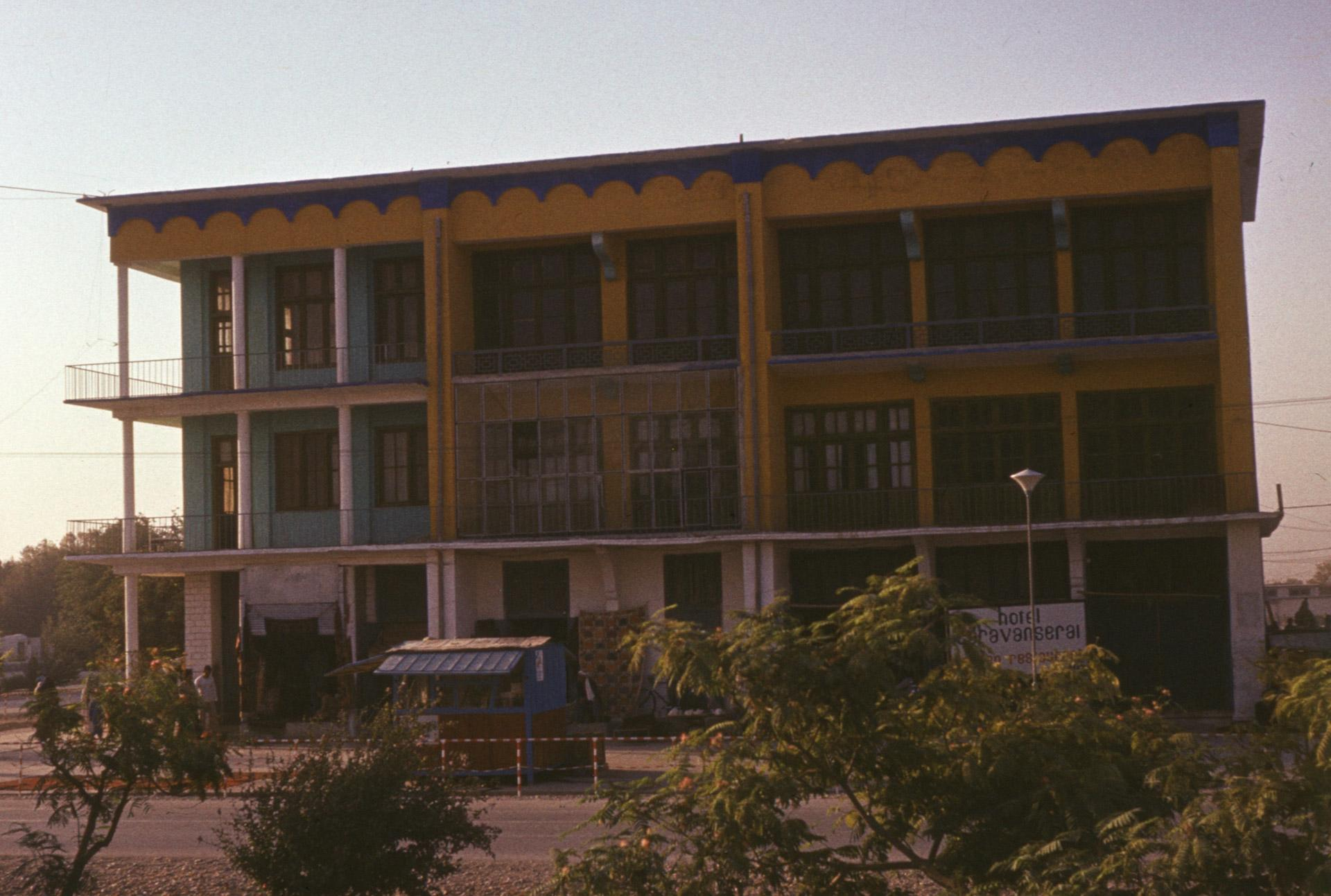
هتل مزارشریف
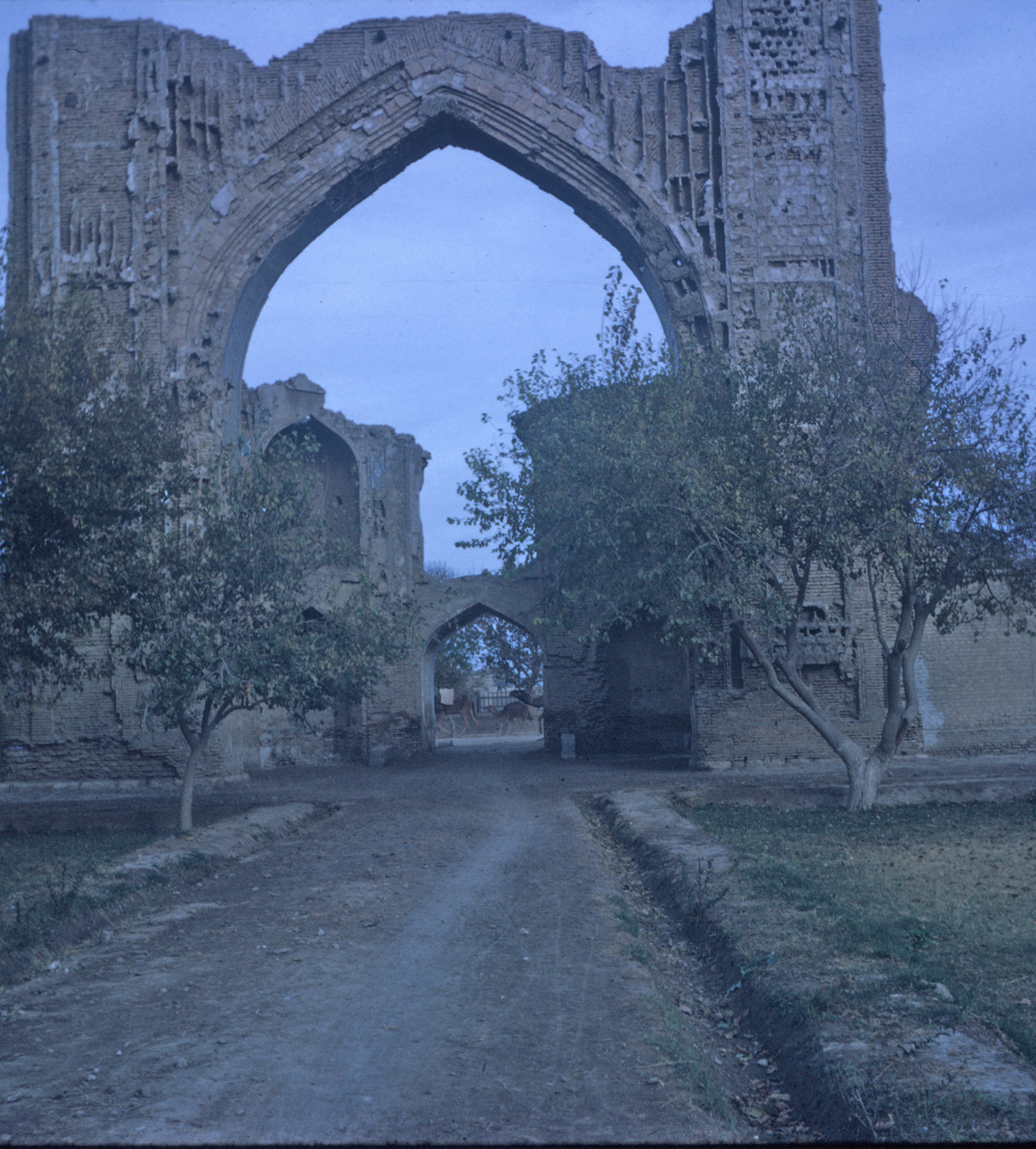
طاق ورودی مسجد سبز بلخ
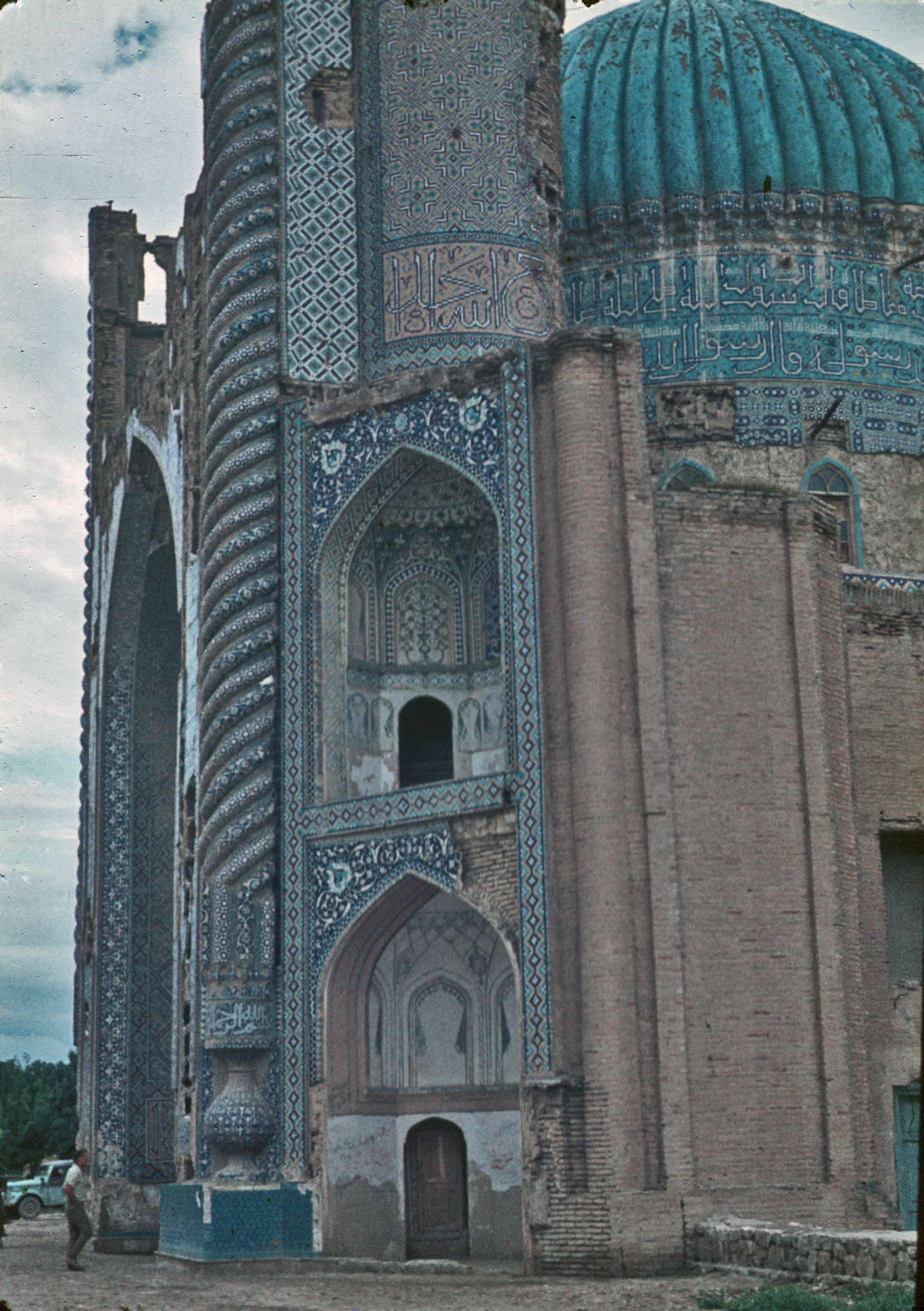
مسجد سبز بلخ
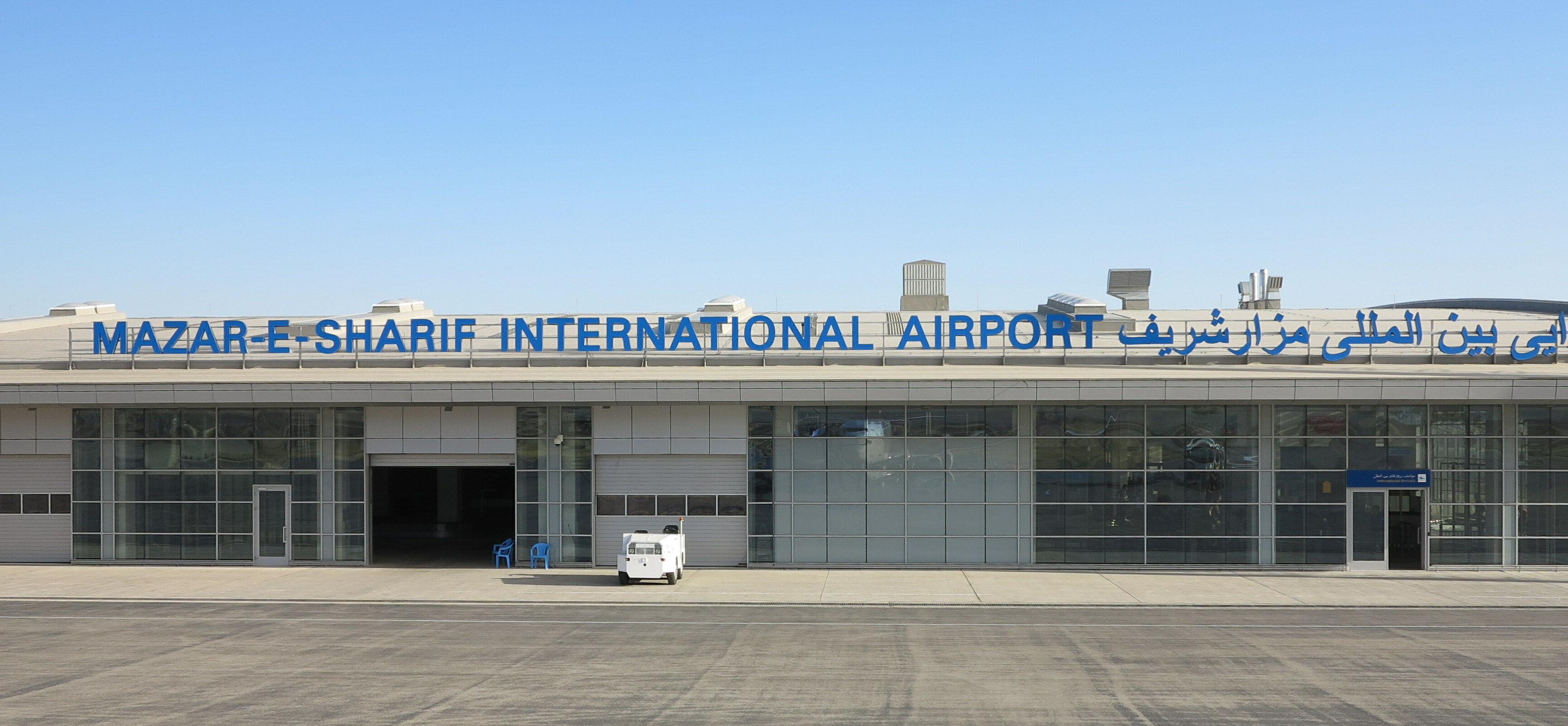
میدان هوایی مزارشریف